# Andrej Babiš
Andrej Babiš (* 2. září 1954 Bratislava) je český politik a podnikatel slovenského původu, v letech 2017–2021 předseda vlády České republiky. Od října 2013 je poslancem Parlamentu České republiky a v letech 2014–2017 působil jako první místopředseda vlády a ministr financí v kabinetu Bohuslava Sobotky. Je zakladatelem koncernu Agrofert. Kvůli využívání své značné ekonomické, politické a mediální moci ve svůj prospěch bývá označován za oligarchu. Kvůli čerpání dotací z veřejných zdrojů a státním zakázkám byl obviňován ze střetu zájmů. V říjnu 2022 oznámil kandidaturu na prezidenta České republiky do volby v lednu 2023. V prvním kole získal 34,99 % hlasů a postoupil do druhého kola, v němž prohrál ziskem 41,67 % hlasů s Petrem Pavlem.
V souvislosti s postavením svého otce strávil Babiš část svého dětství a mládí ve Francii a ve Švýcarsku. Po studiích na tehdejší bratislavské Vysoké škole ekonomické začal pracovat v podniku zahraničního obchodu Chemapol. V roce 1980 se stal členem Komunistické strany Československa (KSČ). V roce 1985 byl vyslán jako zahraniční delegát do Maroka, kde strávil šest let.
V roce 1980 jej začala Státní bezpečnost (StB) evidovat jako svého důvěrníka a od roku 1982 jako agenta s krycím jménem „Bureš“. V roce 2021 byla objevená slovenská karta agenta Bureše. Babiš jakoukoli vědomou spolupráci s StB popírá. V říjnu 2024 slovenské vnitro uznalo, že byl Babiš v dokumentech StB evidován neoprávněně jako její agent a vědomě s ní nespolupracoval, a to i přes to, že Babiš dříve o své spolupráci s StB veřejně mluvil.
Po rozpadu ČSFR pobýval v Praze, kde založil Agrofert jako dceřinou firmu slovenského Petrimexu, v němž předtím pracoval. V květnu 1995 Agrofert za nejasných okolností převzal prostřednictvím nedlouho předtím založené švýcarské společnosti O.F.I. Z Agrofertu se pod jeho vedením postupně stal významný agrochemický holding, do něhož se zařadilo kolem 250 firem. V červnu 2013 se součástí holdingu stal i mediální dům MAFRA, vydávající mimo jiné celostátní deníky Mladá fronta DNES a Lidové noviny. Babiš Agrofert vlastnil až do 3. února 2017, kdy své firmy převedl do svěřenského fondu. Celé jeho jmění bylo v prosinci 2018 odhadováno v přepočtu na 82 miliardy korun, což z něj činilo 456. nejbohatšího člověka světa, druhého nejbohatšího českého občana a nejbohatšího Slováka.
Koncem roku 2011 založil občanskou iniciativu nazvanou Akce nespokojených občanů, z níž později vzniklo politické hnutí ANO 2011. V srpnu 2012 se stal prvním předsedou hnutí. Ve volbách do Poslanecké sněmovny Parlamentu ČR v roce 2013 hnutí obsadilo druhé místo za ČSSD se ziskem 18,65 % hlasů. Sám Babiš byl v říjnu 2013 zvolen poslancem Parlamentu České republiky a v lednu 2014 byl jmenován vicepremiérem a ministrem financí ve vládě Bohuslava Sobotky. Z vládních postů však odstoupil v květnu 2017 poté, co premiér Sobotka navrhl jeho odvolání pro mediální skandály, údajné neodvádění daní a úkolování novinářů v médiích.
Při dalších volbách do Poslanecké sněmovny v říjnu 2017 hnutí ANO zvítězilo a získalo 78 poslaneckých mandátů. Andrej Babiš jako předseda hnutí a stranický lídr středočeské kandidátky byl opět zvolen poslancem. Prezident Miloš Zeman jej 31. října pověřil jednáním o sestavení nové vlády a 6. prosince jej jmenoval premiérem. Vláda však v lednu 2018 nezískala důvěru Poslanecké sněmovny a podala demisi, v níž vládla dál. Prezident Zeman jej v červnu 2018 jmenoval premiérem podruhé a následně i jeho druhou vládu. Menšinový kabinet byl složen ze zástupců ANO a ČSSD, s tolerancí od Komunistické strany Čech a Moravy. V červenci 2018 získala vláda důvěru Poslanecké sněmovny.
V září 2017 a lednu 2018 byl, již jako poslanec, opakovaně vydán Poslaneckou sněmovnou k trestnímu stíhání kvůli kauze Čapí hnízdo. V září 2019 bylo Městským státním zastupitelstvím v Praze stíhání proti všem obviněným zastaveno. Podle zdůvodnění tohoto rozhodnutí farma v době podání žádosti splňovala podmínky dotace, tudíž k žádnému protiprávnímu jednání nedošlo. Nejvyšší státní zástupce Pavel Zeman byl však oprávněn rozhodnutí pražských státních zástupců zrušit a obnovit trestní stíhání, což v případě Andreje Babiše a další obviněné učinil. Dne 9. ledna 2023 byli Andrej Babiš a Jana Nagyová Městským soudem v Praze zproštěni obžaloby, podle zdůvodnění při budování Farmy Čapí hnízdo k dotačnímu podvodu nedošlo, verdikt poté soud potvrdil také v únoru 2024.

## Život

### Rodinný původ
Rodina Andreje Babiše z otcovy strany pochází ze západního Slovenska; rodina matky přišla na Slovensko po druhé světové válce z Podkarpatské Rusi.
Otec Ing. Štefan Babiš (1922–2002) vystudoval Vysokou školu ekonomickou (VŠE, dnes Ekonomická univerzita) v Bratislavě a většinu života pracoval jako vedoucí pracovník zahraničního obchodu. Na začátku 50. let vstoupil do Komunistické strany Slovenska (KSS) a vůči režimu zaujímal konformní postoj. V roce 1957 byl vyslán jako zahraniční delegát do Etiopie, po necelém roce se i s rodinou přesunul na čtyři roky do Paříže. V roce 1962 byl vyloučen z KSS a nějakou dobu musel pracovat mimo svůj obor. V polovině 60. let se k oboru vrátil a pracoval jako odborný asistent na katedře zahraničního obchodu bratislavské VŠE. V době normalizace se mu podařila politická rehabilitace, bylo mu navráceno členství v KSS a následně se držel režimem vytyčené linie. V letech 1969–1975 působil jako obchodní přidělenec ve Stálé misi ČSSR u OSN v Ženevě. Po návratu ze Švýcarska se stal ředitelem odštěpného závodu PZO Polytechna v Bratislavě; na této pozici zůstal až do svého odchodu do důchodu. V 80. letech jej několikrát prověřovala ekonomická rozvědka pro podezření z hospodářské kriminality, před trestním stíháním jej uchránila prezidentská amnestie z května 1985.
Andrej Babiš o svém otci uvedl, že „nikdy nebyl žádný komunistický prominent“. Nezastával vysoké funkce v komunistické straně, nicméně působil ve funkcích, k nimž potřeboval schválení orgány KSČ. Kritici Andreje Babiše jej s poukazem na otcovo postavení označují jako „protekční dítko režimu“, „nomenklaturní dítě“, „příslušníka privilegované vrstvy“ apod.
Matka Andreje Babiše, Adriana Babišová rozená Scheibnerová (1927–2008), také vystudovala bratislavskou VŠE, manželova vytíženost a pracovní pobyty v zahraničí jí však přisoudily skromnější roli. Pracovala jako tajemnice ve vědeckých institucích, po návratu ze Švýcarska byla tajemnicí Ústavu marxismu-leninismu na Univerzitě Komenského v Bratislavě.
Andrej Babiš má o sedm let mladšího bratra, podnikatele Alexandra Babiše.

### Dětství a mládí
Vzhledem k zahraničnímu působení svého otce žil Andrej Babiš od roku 1958, tedy v útlém věku, po dobu čtyř let v Paříži. V Paříži také nastoupil do první třídy na základní škole při československém velvyslanectví. Po návratu do Československa chodil do základní školy v bratislavské čtvrti Nové Mesto. Jeho matka ho v devíti letech nechala zapsat do tenisové školy na kurtech bratislavského Slovanu, kde také při turnajích sbíral míčky a získával své první výdělky. Později přidal volejbal, s nímž slavil úspěchy na střední škole.
Po přesunu do Švýcarska začal v září 1969 chodit na gymnázium Collège Rousseau; ve volném čase hrál volejbal v klubu Servette Ženeva, s nímž se dostal až do finále juniorské ligy. Na švýcarském gymnáziu Babiš nakonec vychodil pouze jeden ročník, protože posléze onemocněl trombocytopenií a musel být hospitalizován. V nemocnici si podle vlastního podání poležel zhruba rok a během té doby se velmi zdokonalil ve francouzštině.
Po návratu do Československa bydlel Babiš u babičky v Bratislavě a chodil na Gymnázium Ladislava Novomeského, což byla tehdy poměrně elitní škola s rozšířeným vyučováním cizích jazyků. Bodoval prý hlavně dobrými výkony v meziškolních utkáních ve volejbalu a basketbalu a pomohly mu také občasné dovozy gramofonových desek rockových skupin a moderního oblečení, ke kterým se dostával přes rodiče. Nicméně v této době „lehce přidrzlý čahoun s polodlouhými vlasy“ též chodil za školu a psal si omluvenky s napodobeninou babiččina podpisu, přičemž si ředitel školy všiml, že podpisy se různí a Babišovi hrozilo vyloučení ze školy. „Bylo to tehdy hodně náročné, dostal jsem snad trojku z chování,“ tvrdil po čtyřiceti letech. Na gymnáziu se také setkal se svou budoucí manželkou Beatou Adamovičovou, nicméně jejich vztah se prý rozvinul až později, když už každý studoval jinde.
Maturoval v červnu 1974 ze slovenštiny, ruštiny, francouzštiny a matematiky.

### Vysokoškolské studium
Po maturitě byl Babiš přijat na Obchodní fakultu Vysoké školy ekonomické (VŠE, dnes Ekonomická univerzita) v Bratislavě, na jejímž vzniku se v polovině 60. let spolupodílel jeho otec. Sám Babiš pro tuto školu velké uznání neměl, připadala mu natolik nenáročná, že se prý nudil. V září 2013 v předvolebním videorozhovoru hnutí ANO řekl: „Byla to lehká škola. Učili nás o dva roky starší kolegové. Říkalo se, že koho nesrazila tramvaj, udělal ekonomku.“ Nicméně některé předměty, například statistiku nebo účetnictví, udělal až na další pokus. Během studia se věnoval práci v mezinárodní organizaci studentů AIESEC, jejíž pobočku na VŠE několik let vedl. Podle ekonoma Karla Kříže z této pozice spolurozhodoval, který ze studentů vycestuje ven. Sám díky tomu vycestoval na brigády ve francouzském Lille a Dijonu a v belgické bance Kredietbank. Diplomová práce s názvem „Všeobecná dohoda o clech a její vliv na liberalizaci mezinárodního obchodu“ se nezachovala. Vysokou školu ukončil s červeným diplomem. Podle Perglera bylo pro Babiše období studia na VŠE zlomové pro jeho kariérní start. „Už to nebyl ten lehkovážný floutek jako na gymnáziu, ale ambiciózní svazák, který směřuje za svým cílem – stát se podle otcova vzoru zahraničním delegátem, dostat se do ciziny a hodně vydělávat.“

### Začátek pracovní kariéry
Andrej Babiš na rozdíl od většiny mužských absolventů po vysoké škole ze zdravotních důvodů nestrávil rok na vojně. Po promoci tak 1. listopadu 1978 nastoupil do podniku zahraničního obchodu (PZO) Chemapol Bratislava, který se k 1. lednu 1980 přejmenoval na Petrimex. Petrimex byl tzv. nomenklaturním podnikem, což znamenalo že byl pro tehdejší režim významný, a proto v něm bylo obsazování vedoucích funkcí řízeno ÚV KSČ. Významnost Petrimexu byla dána tím, že obchodoval se zahraničím, a tím poskytoval zaměstnancům nadprůměrné příjmy a privilegia (například práce v zahraničí), což bylo dostupné jen prověřeným kádrům KSČ.
První týdny v pozdějším Petrimexu byly pro Babiše údajně rozčarováním, po měsíci prý dal výpověď. Nicméně vedení se nad ním slitovalo a přeřadilo ho do skupiny, kde měl na starosti kontrolu dováženého čpavku, síry a dalších surovin. Po nějakém čase byl přesunut do 31. obchodní skupiny, která měla na starosti plasty a zpočátku také pomocné gumárenské přípravky. V této skupině začal jeho rychlý kariérní růst. Prošel funkcemi samostatného referenta, vedoucího referátu a už na začátku 80. let dosáhl na funkci zástupce ředitele této obchodní skupiny. V kariérním růstu Babišovi pomáhala jeho píle, ale také politická angažovanost. V podniku vedl základní organizaci SSM a už v roce 1980 vstoupil do KSČ. V této době Babiš začal spolupracovat s Antonem Rakickým, který se stal na dlouhou dobu jeho ochráncem (Rakický byl šéfem 32. obchodní skupiny, po roce 1989 se stal ředitelem celého Petrimexu, stál u vzniku Agrofertu). Také se stal kádrovou rezervou na vycestování do zahraničí, přičemž díky jeho znalosti francouzštiny připadaly v úvahu severoafrické země obchodující s fosfáty.

### Zahraničním delegátem v Maroku
Vycestovat pracovně do zahraničí byl podle Babišova pozdějšího podání jeho dávný sen už během studia na vysoké škole.
Na podzim 1985 byl Babiš vyslán do marockého hlavního města Rabatu, aby se stal československým obchodním delegátem. V této pozici zastupoval více než desítku podniků zahraničního obchodu. Zpravidla nakupoval marocké fosfáty a sjednával kontrakty na prodej československého zboží. Podle pozdějšího popisu jednoho z jeho tehdejších kolegů se Babiš v Maroku „choval mimořádně profesionálně a nekomunisticky, jako západní diplomat, mluvil perfektně francouzsky, dobře se oblékal“. Získané zkušenosti z obchodních jednání západního stylu byly pro jeho budoucnost velmi důležitou devizou.
Babiš měl v Maroku výrazně vyšší příjem než v Československu, navíc v cizí měně. Měl diplomatický pas, což bylo pro obchodního delegáta neobvyklé. Žil ve čtvrti s ostrahou a život v subtropech (slunné počasí, blízkost moře) se mu velmi líbil. Vybudoval si rozvinutou síť obchodních známostí, mimo jiné díky sportovním úspěchům své dcery, která několikrát vyhrála mistrovství Maroka v tenisu do dvanácti let. Domů do Československa se prý Babiš nechtěl vrátit ani rok po sametové revoluci, navíc v Maroku dostal atraktivní nabídku vést obchody firmy, která vlastnila doly rasolu (severoafrického léčebného jílu) a vyráběla nepropustné obaly. Nicméně jeho ochránce Anton Rakický se po revoluci stal ředitelem Petrimexu. Obrátil se tehdy na Andreje Babiše a nabídl mu funkci ředitele 32. skupiny, kterou sám kdysi vedl. Babiš nakonec souhlasil a tak se v roce 1991 on a jeho rodina přestěhovali zpátky do Bratislavy.

### Soukromý život

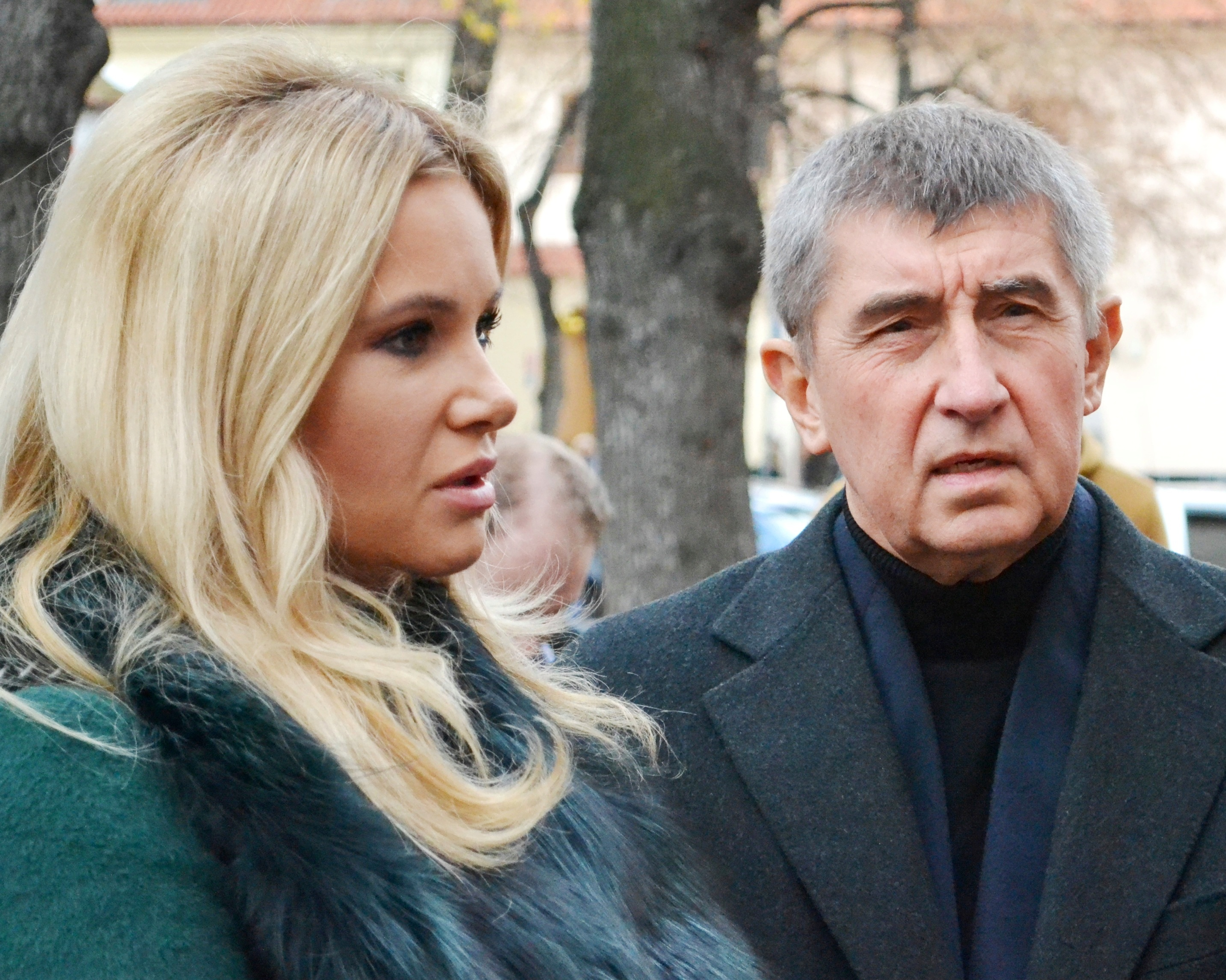
Andrej Babiš s partnerkou Monikou v roce 2015.

Od 70. let byla Babišovou manželkou spolužačka z gymnázia a později lékařka Beata (Beatrice) roz. Adamovičová. Mají spolu dceru Adrianu a syna Andreje. Manžel dcery Adriany Martin Bobek pracuje ve společnostech Agrofertu. Syn Andrej pracoval jako dopravní pilot. Dcera Adriana působila ve statutárních orgánech Babišovy Imoby i společnosti Farma Čapí hnízdo. Obě děti byly trestně stíhány v souvislosti s kauzou Čapí hnízdo, jejich stíhání bylo posléze zastaveno.
Od 90. let Babiš žije s o 20 let mladší Monikou (roz. Herodesovou), která byla dlouhou dobu jeho družkou. S ní má dvě děti, dceru Vivien a syna Frederika. Jeho tehdejší družka Monika si již v roce 2013 změnila příjmení na Babišová. Dne 29. července 2017 proběhla na Čapím hnízdě velká svatba Andreje a Moniky Babišových. V dubnu 2024 Babiš uvedl, že se rozcházejí.
V různých rozhovorech Babiš bez bližšího upřesnění uvedl, že věří v Boha.

### Schopnosti a dovednosti

#### Jazykové schopnosti
Většinu dětství prožil na Slovensku, ale první třídu absolvoval v Paříži, jeden rok gymnaziálních studií v Ženevě ve Švýcarsku. V roce 1974 maturoval ze slovenštiny, ruštiny a francouzštiny. Od roku 1978 pracoval v podniku zahraničního obchodu. Díky své znalosti francouzštiny byl v letech 1985–1991 vyslán jako obchodní zástupce do Maroka, od roku 1993 podnikal v Česku. Na webu vlády k červenci 2019 deklaroval, že mluví francouzsky, německy, anglicky a rusky. V roce 2018 v inscenovaném testu Lidových novin jeho znalosti světových jazyků obstály.
Specifický idiolekt Andreje Babiše je odborně považován za formu českoslovenštiny, tedy přepínání jazykových kódů češtiny a slovenštiny či jejich fúze v jedné promluvě. Sám Babiš tuto situaci reflektoval slovy: „Já už neumim ani po česky, ani po slovensky pořádně.“ V případě vývoje Babišovy češtiny se projevila, jak je obvyklé u dospělých, tzv. fosilizace, tj. ustrnutí vývoje mezijazyka dříve, než dosáhl úrovně rodilého mluvčího.

#### Příspěvky na sociálních sítích
Na autogramiádě Andreje Babiše v Kroměříži v srpnu 2017 jeho mluvčí Lucie Kubovičová v diskusi řekla, že Andrej Babiš „neumí psát na počítači“ a že se skupinou AUVA si Babišovým jménem ve skutečnosti na Facebooku psal Marek Prchal, který se staral o jeho sociální sítě. Andrej Babiš potvrdil, že své odpovědi diktoval Marku Prchalovi. Již v květnu 2017 Marek Prchal popsal, jak „tunili s kolegou asi půl dne nebo celý den“ jeden z úspěšných Babišových tweetů.

## Evidence Státní bezpečností
Podle zveřejněných dokumentů pocházejících z archívu slovenského Ústavu paměti národa (ÚPN), byl Andrej Babiš od 12. listopadu 1980 evidován jako důvěrník Státní bezpečnosti (StB) pod číslem 25085 a 11. listopadu 1982 v bratislavské vinárně U obuvníka měl za přítomnosti kpt. Rastislava Mátraye a por. Júliuse Šumana podepsat vázací akt, čímž se stal agentem StB s krycím jménem „Bureš“. Registrován byl u Oddělení kontrarozvědné ochrany československého zahraničního obchodu Odboru na ochranu ekonomiky Správy kontrarozvědky v Bratislavě (1. oddělení III. odboru XII. správy ZNB). Toto oddělení mělo na starost sledování zastupitelských organizací zahraničního obchodu v Bratislavě, mezinárodní výstavy a veletrhy v Bratislavě a monitorování činnosti zahraničních rozvědek v československém zahraničním obchodě. Dochované listiny přitom naznačují, že Babiš se Státní bezpečností vědomě spolupracoval již jako důvěrník.

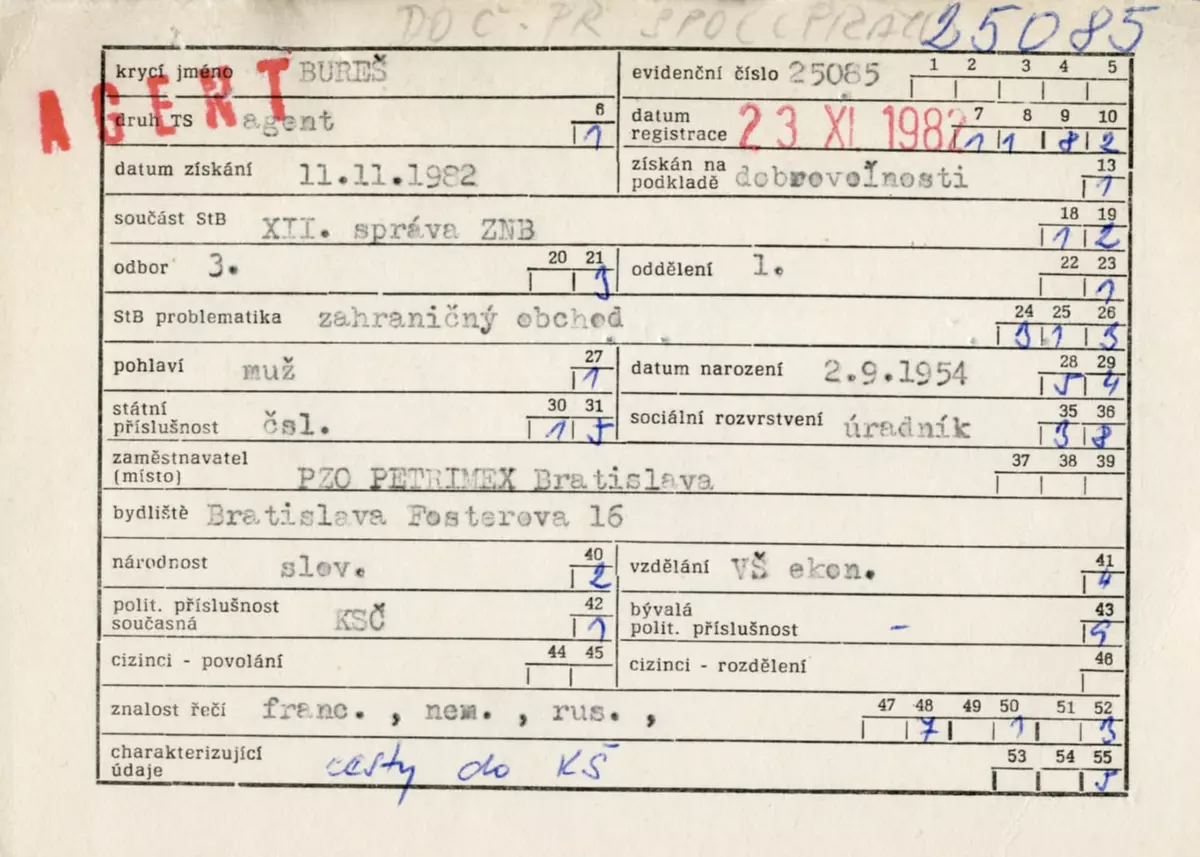
Přední část statistické karty tajného spolupracovníka StB s údaji o Andreji Babišovi.

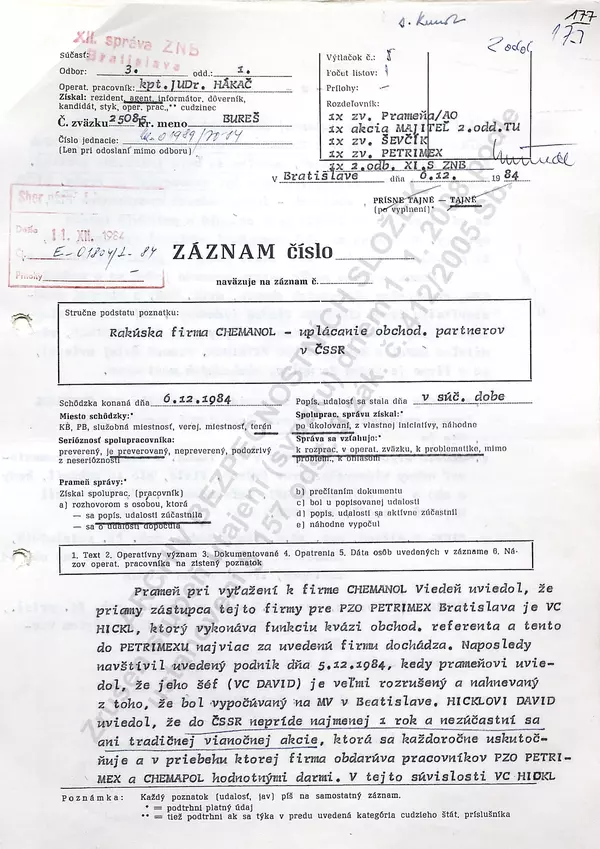
Záznam o schůzce s agentem Burešem z prosince 1984, který vypracoval příslušník StB František Hákač.

Státní bezpečnost vedla Babiše jako svého agenta do roku 1985, kdy jej PZO Petrimex vyslal dlouhodobě do Maroka; s příslušníky StB se za uvedené období setkal celkem sedmnáctkrát. Krycí jméno „Bureš“ figuruje nejméně ve dvou dalších svazcích StB – jednak ve spisu „Oko“, kde je „Bureš“ nejméně dvakrát zmíněn jako autor hlášení určených pro tuto organizaci, a jednak ve spisu „Voják“, v němž figuruje jako opakovaný návštěvník konspiračního bytu. Babiš v roce 2011 v pořadu Show Jana Krause řekl, že dělal zápisy o všech schůzkách s cizinci a informoval o jejich obsahu a průběhu „normální StB“ (což dle něj nebyla „hnusná StB, která utlačovala lidi, že nemohli cestovat, nemohli studovat“). Takto například Babiš oznámil uplácení manažerů Petrimexu a Chemapolu rakouskou firmou, což byl pro StB podnět pro prošetřování. Babiš podle svých tehdejších slov tak „chránil ekonomické zájmy komunistického režimu, ale nepůsobil jako agent StB mezi nepřáteli režimu, nevystupoval s krycí legendou a neudával například disidenty pro jejich činnost“. V debatě finalistů prezidentské volby v lednu 2023 však svoje slova z pořadu Show Jana Krause z roku 2011 popíral a tvrdil, že ho tehdy „estébáci terorizovali“.
Podle mluvčího Agrofertu Karla Hanzelky bylo důvodem schůzek to, že Babiš odmítal dovážet nebezpečné fosfáty ze Sýrie. Sám Babiš jakoukoli spolupráci se Státní bezpečností opakovaně popřel. Obvinění ze spolupráce StB označil za předvolební boj a Ústav paměti národa zažaloval. Podle dokumentů z českého archivu bezpečnostních složek však alespoň ve výše zmíněném případě poskytl StB cenné informace.
Ústav paměti národa v roce 2011 upozornil, že pravdivost archivovaných dokumentů nijak neověřuje. V roce 2013 ale ředitel ústavu Ondrej Krajňák prohlásil, že „obecně existuje jen malá pravděpodobnost, že by evidence byly vykonstruované, když nezávisle na sobě existovaly ve třech svazcích.“ Také podle Radka Schovánka z analogického českého Ústavu pro studium totalitních režimů je prakticky vyloučeno, že by byly zachované dokumenty Ústavu paměti národa padělkem.
Dne 26. června 2014 Okresní soud Bratislava I nepravomocně rozhodl, že je Andrej Babiš ve svazcích StB evidován neoprávněně. Soudkyně v odůvodnění rozhodnutí uvedla: „Soud neměl za prokázané, že navrhovatel vědomě spolupracoval se Státní bezpečností a že byl jejím agentem“. Ústav paměti národa se proti rozhodnutí odvolal. Odvolací soud původní rozsudek koncem června 2015 potvrdil. ÚPN proti tomuto rozhodnutí podal v listopadu 2015 dovolání k slovenskému Nejvyššímu soudu, neboť se domníval, že rozhodnutí nižších instancí bylo založeno na nezákonných důkazech. Nejvyšší soud Slovenské republiky ovšem v únoru 2017 rozhodl v neprospěch ÚPN. Podle jeho rozsudku byl Babiš ve svazcích StB evidován neoprávněně.
ÚPN následně podal proti rozhodnutí stížnost k slovenskému Ústavnímu soudu, který 12. října 2017 předchozí rozhodnutí soudů zrušil vzhledem k procesním vadám a vrátil případ krajskému soudu v Bratislavě. Napadeno bylo to, že žalovanou stranou ve sporech o evidenci osob StB neměl být Ústav paměti národa, jak dovozovaly slovenské obecné soudy, i nezbavení mlčenlivosti tří bývalých členů StB, z čehož měla vyplývat nezákonnost výpovědí. V ústním komentáři nálezu také zaznělo, že příslušníci StB byli v této věci nedůvěryhodní, když svou činností spoluprosazovali komunistický režim v Československu. Jejich důvěryhodnost obecné soudy dostatečně nezkoumaly a ve svých rozhodnutích dostatečně nezdůvodnily, na základě čeho by měly být jejich výpovědi považovány za důvěryhodné.
Dne 30. ledna 2018 Krajský soud v Bratislavě rozhodl v souladu s rozsudkem Ústavního soudu a zamítl žalobu Andreje Babiše na Ústav paměti národa. Nejpozději počátkem března téhož roku podal Babiš proti pravomocnému rozsudku dovolání k Nejvyššímu soudu. To bylo zamítnuto a Babiš uvedl, že hodlá Slovensko žalovat u Evropského soudu pro lidská práva. Tento úmysl Babiš dle svých slov už oznámil slovenskému premiérovi Peterovi Pellegrinimu. Slovenská ministerstva vnitra, zahraničí a spravedlnosti avizovala, že v případě žaloby budou Slovensko před evropským soudem hájit. Babiš skutečně 14. června 2018 podal k soudu stížnost na Slovenskou republiku, soud však 20. listopadu téhož roku rozhodl o nepřijatelnosti stížnosti.
V dubnu 2018 zažaloval Andrej Babiš o milión eur slovenský deník Nový Čas a bývalého příslušníka československé Státní bezpečnosti (StB) Jána Sarkocyho, jehož rozhovor deník zveřejnil. Ten Babiše označil za vědomého spolupracovníka StB a měl tak podle Babiše o něm vytvářet úmyslně „nepravdivý obraz vypočítavého, nečestného člověka“. Vydavatel se omluvit odmítl a poukázal na to, že Babiš neprokázal, že byl evidován u StB neoprávněně. Babiš žalobu proti deníku i proti Sarkocymu stáhl v srpnu 2018.
Koncem listopadu 2019 slovenský Ústavní soud částečně vyhověl Babišově stížnosti, zrušil rozsudky nižších soudů a vrátil věc zpět ke projednání Krajskému soudu v Bratislavě s tím, že soudy se nevypořádaly s otázkou, kdo má být žalovanou stranou v předmětném sporu. Podle slovenského Ústavního soudu verdikty nižších soudů porušily Babišovo právo na soudní ochranu i právo na spravedlivý soud podle Úmluvy o ochraně lidských práv a základních svobod. Soud naopak odmítl část stížnosti, kde si Babiš stěžoval, že byla porušena jeho práva na zachování lidské důstojnosti, osobní cti, dobré pověsti a na ochranu jména, stejně jako právo na ochranu před neoprávněným zásahem do soukromého a rodinného života. Dne 14. června 2022 senát Krajského soudu v Bratislavě v obnoveném líčení zamítl žalobu Babiše proti ÚPN na údajně neoprávněnou evidenci jako agenta StB. Soud svůj verdikt v souladu s předchozím rozhodnutím Ústavního soudu odůvodnil tím, že případnou žalovanou stranou neměl být Ústav paměti národa, nýbrž ministerstvo vnitra. Vůči soudnímu verdiktu se již nelze odvolat. Je možné využít jen mimořádný opravný prostředek. Babiš v reakci na pravomocný rozsudek uvedl, že ve sporu o své evidenci jakožto spolupracovníka StB chce pokračovat.
Během volby českého prezidenta ČR v roce 2023 Babiš opakovaně tvrdil, že vyhrál už tři soudy ohledně evidování jeho jména u StB, avšak dva z těchto rozsudků Ústavní soud SR zrušil a u třetího proběhne znovu odvolací řízení u krajského soudu.

## Podnikání
První podstatné peníze pro budoucí podnikání získal Babiš jako obchodní zástupce již před listopadem 1989 v Maroku. S Lubomírem Šidalou působil Babiš od roku 1985 jako obchodní delegát podniku zahraničního obchodu Petrimex. Podle svého tvrzení si Babiš tehdy odkládal měsíčně 300 dolarů a sbíral tenisové míčky za 5 korun na hodinu. Podle svědectví Šidaly ukládal Babiš v roce 1990 nezdaněné peníze získané na provizích za obchody pro československý stát na tajný účet v Lichtenštejnsku. Aby se vyhnul kontrolám na hranicích, využíval diplomatický pas, který získal již před rokem 1989. Babišovo jednání lze hodnotit jako praní špinavých peněz, neboť peníze nebyly zdaněny, avšak jeho čin je již promlčený.

### Agrofert

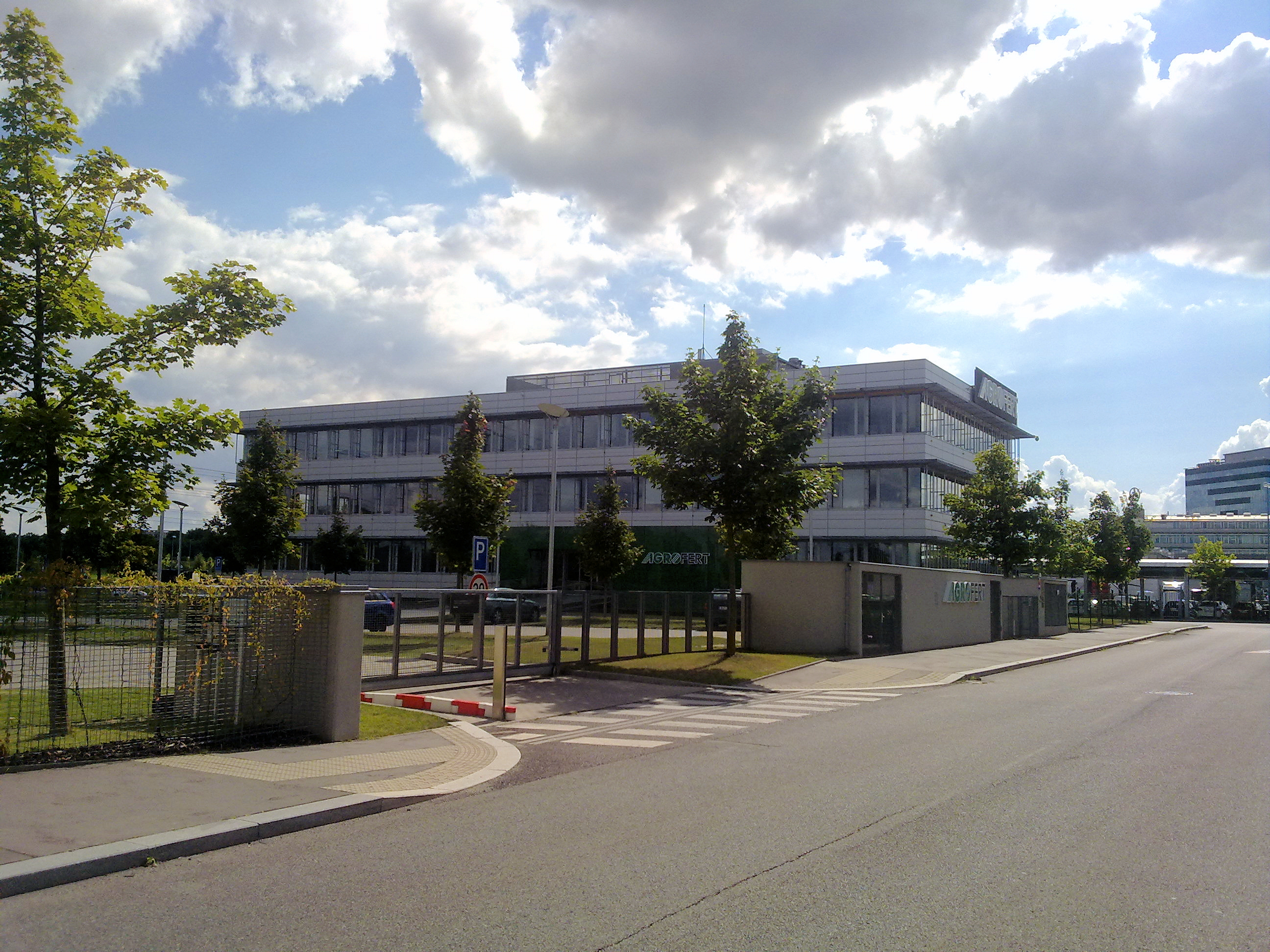
Centrála Agrofertu, Praha-Chodov

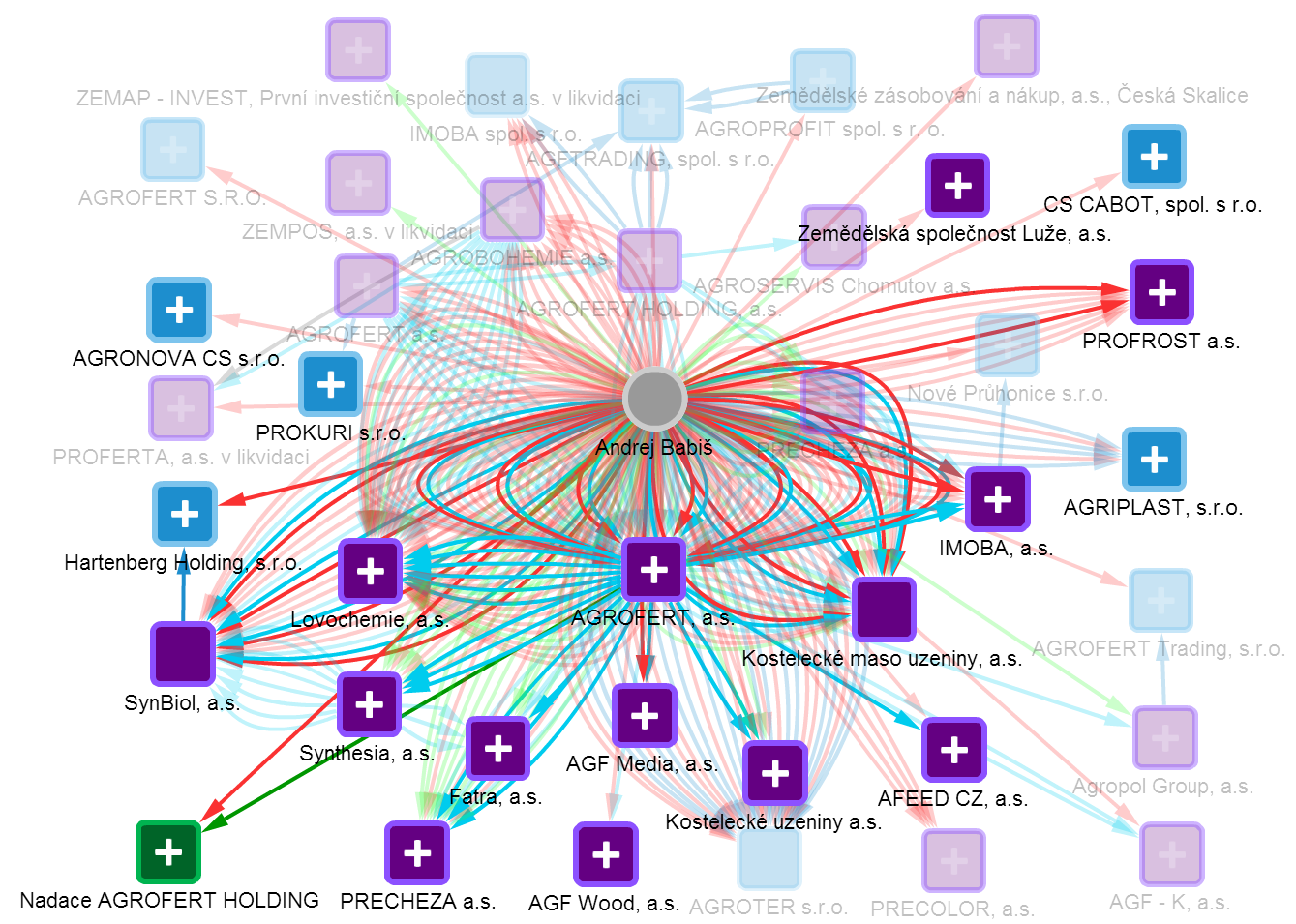
Andrej Babiš, vizualizace vztahů v roce 2013

V roce 1992, když bylo jasné, že se Václav Klaus a Vladimír Mečiar domluvili na rozdělení Československa, navrhl Babiš zřízení kanceláře Petrimexu v Praze. Dne 25. ledna 1993 z této kanceláře vznikl samostatný podnik AGROFERT, s.r.o. Začátkem roku 1995 pak došlo k navýšení základního kapitálu Agrofertu, po kterém se majoritním vlastníkem stala ve Švýcarsku registrovaná společnost O.F.I.
V současnosti je Agrofert akciovou společností a největším českým zemědělským, potravinářským a chemickým holdingem. Holdingová společnost ovládá více než 230 právně samostatných společností, zejména v České republice a na Slovensku, jejich konsolidované tržby dosáhly v roce 2012 téměř 132,5 miliard Kč. Společnost patří mezi největší firmy v České republice, zde vlastní nebo má v nájmu 57 tisíc hektarů zemědělské půdy (0,7 procenta území České republiky nebo 1,6 procenta veškeré zemědělské půdy). Společnost vlastní a řídí Andrej Babiš. Do portfolia Agrofertu patří kromě chemické výroby, potravinářských podniků a zemědělské výroby také vydavatelská firma AGF Media a. s., od června 2013 také Agrofert vlastní velký mediální koncern MAFRA a. s., který v roce 2013 vydával dva celostátní tištěné deníky (Lidové noviny a Mladou frontu DNES), regionální deník Metro, provozoval tři televizní stanice, dvě rozhlasové stanice, zpravodajské servery Lidovky.cz, iDNES.cz a Česká pozice a vlastnil také virtuálního mobilního operátora Mobil.cz.
Agrofert má pobočku na Slovensku. Zahrnuje také společnosti v Maďarsku, Polsku, Nizozemsku a Německu. V posledně jmenované zemi je to mimo jiné velký chemický závod SKW Piesteritz ve městě Lutherstadt Wittenberg ve spolkové zemi Sasko-Anhaltsko, který je největším producentem umělých hnojiv v Německu. Od února 2013 je součástí koncernu také velkopekárna Lieken, která má šest výroben (původně dvanáct) a její sídlo bylo v roce 2018 přeneseno z Weissenfelsu též do Wittenbergu. Babiš již dříve učinil závazek, že do konce roku 2017 proinvestuje ve Wittenbergu celkově 900 milionů eur.
V roce 2008 byl Andrej Babiš kritizován poté, co Česká televize zveřejnila záběry tajnou kamerou zachycující jeho schůzku s tehdejším šéfem antimonopolního úřadu Martinem Pecinou. Schůzka v autosalonu Mercedes Forum na pražském Chodově se konala v době, kdy antimonopolní úřad posuzoval rozšíření Babišova koncernu Agrofert o další společnosti. Podle Martina Peciny se s „tímto podnikatelem“ setkával opakovaně a schůzka se konala v autosalonu proto, že on v Praze neměl kancelář.
V roce 2010 pobíraly Babišem vlastněné firmy státní dotace ve výši 3 miliardy korun. V roce 2014, v době, kdy byl Babiš ministrem financí, odpustilo ministerstvo Agrofertu daně ve výši 1,476 miliardy korun.
Polský lobbista Jacek Spyra v roce 2007 přesvědčoval Babiše, že se v Polsku chystá jeho stíhání za údajnou korupci při privatizaci Unipetrolu, a nabízel Babišovi, že za úplatek ve výši 10 milionů Kč dovede toto stíhání zastavit. Babiš obviněn nebyl a naopak byl Spyra za to, že požadoval po Babišovi peníze, odsouzen za podvod.
Dne 20. ledna 2014, než se stal ministrem financí, odešel Babiš z vedení Agrofertu.

#### Biopaliva
V roce 2010 schválila poslanecká sněmovna novelu Zákona o ochraně ovzduší, která v souladu s tendencemi v celé EU zvýšila povinný podíl biopaliv v benzínu a naftě. Babiš připustil, že zákon pomohl prolobbovat. Podle ekonoma a politika Petra Macha díky přimíchávání biopaliv spotřebitelé doplácejí asi dvě koruny na litr pohonných hmot, ročně přibližně 15 miliard korun, z čehož přibližně 10 miliard údajně připadne firmám patřícím Babišovi. Podle Babiše biopaliva zdražují cenu nafty maximálně o 46 haléřů na litr, benzín prý díky biopalivům dokonce zlevnil. Kvůli biopalivům se Andrej Babiš dostal na půdě parlamentu ČR v roce 2015 do sporu s Miroslavem Kalouskem, který ho obviňuje ze střetu zájmů a upozornil, že ČR vydá o 5 miliard navíc na biopaliva a jedním z hlavních příjemců jsou právě Babišovy firmy. V listopadu téhož roku Poslanecká sněmovna podporu schválila (zamítnutím Kalouskova pozměňovacího návrhu).

### SynBiol
V roce 2008 se stal jediným akcionářem společnosti SynBiol, a.s. V roce 2012 byla společnost neaktivní s aktivy ve výši 1,9 mil. Kč tvořenými hotovostí na účtech. V roce 2013 měla již aktiva ve výši 24 mil. Kč, když se stala společníkem s podílem 87,75 % ve společnosti Hartenberg Holding, s.r.o. a vlastníkem půjčky ve výši 22 mil. Kč společnosti Hartenberg Holding. Dalšími společníky v Hartenberg Holding jsou (přímo či nepřímo) Jozef Janov, bývalý partner Penta Investments, a Libor Němeček, šéf investic Agrofertu. Společnost Hartenberg Holding se označuje jako investiční fond (není však investičním fondem podle zákona o investičních společnostech a fondech) a investuje převážně v oblasti zdravotnictví.
K 1. lednu 2014 došlo k rozdělení společnosti Agrofert, a.s. odštěpením a společnost SynBiol se stala nástupnickou společností odštěpené části. Odštěpeným majetkem jsou převážné podíly ve společnostech, které vlastní nemovitosti, mj. Farma Čapí hnízdo, a.s. či Anděl Media Centrum, s.r.o. (vlastník sídla skupiny MAFRA). V roce 2014 tak již SynBiol měl konsolidovaná aktiva ve výši 11,7 mld. Kč a konsolidované tržby ve výši 888 mil. Kč.
Podle serveru Hlídací pes byla v roce 2016 součástí koncernu SynBiol společnost IMOBA i se svými dvanácti dceřinými či vnukovskými společnostmi, z nichž francouzská společnost Exorep byla provozovatelem luxusní restaurace Paloma ve francouzském městě Mougins na Azurovém pobřeží. Restaurace byla otevřena v létě 2013, počáteční investice dosahovala 65 milionů korun, interiér navrhla Babišova žena Monika. Andrej Babiš pro ni osobně vybral šéfkuchaře Nicholase Decherchiho. Restaurace získala půl roku po otevření jednu michelinskou hvězdu a v roce 2016 druhou. Firma Exorep však za rok 2014 vykázala ztrátu 1,8 milionu eur. V listopadu 2017 byla v Průhonicích u Prahy otevřena druhá luxusní restaurace toho jména, spadající rovněž vzdáleně pod Decherchiho vedení a vlastněná Andrejem Babišem.

### Střet zájmů a svěřenské fondy
V roce 2016 byla schválena novela (14/2017 Sb.) zákona o střetu zájmů (159/2006 Sb.), přezdívaná též Lex Babiš, která vládním činitelům zakazovala vlastnictví médií a přijímání státních dotací prostřednictvím jejich firem. V důsledku toho Babiš v roce 2017 převedl své akcie společností Agrofert a SynBiol do dvou svěřenských fondů s názvy AB private trust I a AB private trust II. Jako svěřenské správce určil předsedu představenstva Agrofertu Zbyňka Průšu a právníka Alexeje Bílka. Pochybnosti ohledně možného střetu zájmů však těmito kroky Babiš nerozptýlil.
Dle statutů svěřenských fondů je Andrej Babiš jediným obmyšleným, což znamená, že při ukončení správy svěřenského fondu vydá svěřenský správce veškerý majetek obmyšlenému. Statuty obsahují ustanovení, které Babišovi zakazuje po dobu jeho politické činnosti uplatňovat na firmy ve fondech svůj vliv. Obmyšlený není oprávněn požadovat jakékoli další informace ani dávat jakékoli pokyny či jinak ovlivňovat svěřenského správce nebo protektory. Babiš má podle statutů právo na informace ohledně hospodaření holdingu, ovšem pouze v rozsahu, který odpovídá menšinovému akcionáři. Protektoři, mezi nimiž je jeho manželka Monika, mají možnost nahlížet do všech dokladů týkajících se svěřenských fondů a po správci si je vyžádat.
Udělování evropských dotací firmám spojeným s koncernem Agrofert od doby schválení výše zmíněné novely českého zákona o střetu zájmů se v letech 2018 až 2019 stalo předmětem vyšetřování Evropské komise. Podle auditní zprávy EK (z DG Regio, tedy regionálních fondů), jejíž finální verzi obdržely české úřady v prosinci 2019, se Babiš nachází ve střetu zájmů i přesto, že své firmy vložil do svěřenských fondů. Podle nálezu EK jsou fondy pouze pokusem o obejití zákona o střetu zájmů a Babiš své firmy i nadále ovládá. Auditoři poukázali například na to, že jedním z protektorů, majících dohled nad řízením fondů, je Babišova manželka, u které podle auditorů nelze předpokládat, že by jednala v rozporu s Babišovými zájmy. Dle auditorů: "Zejména s ohledem na to, že pan Babiš definoval cíle svěřenského fondu (hlavně jako ochranu svých zájmů) a vybral všechny protektory, které může také odvolat, lze usuzovat, že má přímý i nepřímý a rozhodující vliv na chod fondů." Evropská komise proto Česku zamítla dotace v celkové výši 285 milionů korun, které holding Agrofert získal nebo měl získat na dotacích od 9. února 2017. Česko mělo skrze ministerstvo pro místní rozvoj poskytnout vysvětlení k této auditní zprávě do začátku dubna 2020, s ohledem na probíhající pandemii covidu-19 však požádalo o odklad o dva měsíce a 29. května 2020 ji předalo Stálému zastoupení České republiky v Bruselu.
Server Neovlivní.cz v lednu 2020 oznámil, že DG Agri (zemědělské fondy) EK připravily další audit zaměřený na Agrofert a svěřenské fondy Andreje Babiše a i tento potvrzoval střet zájmů.
Evropský parlament dne 16. června 2020 schválil rezoluci k možnému střetu zájmů českého premiéra Andreje Babiše a vyzval české úřady, aby konflikt zájmů vrcholných politiků neprodleně začaly řešit. Babiš podle textu rezoluce stále kontroluje holding Agrofert a přitom má zároveň vliv na rozdělování evropských peněz v Česku, což „zpochybňuje nezávislý a objektivní výkon jeho funkce“. Poslanci v textu rovněž „rázně odsuzují užití urážlivých výrazů vůči delegaci EP“ od Babiše a označují za nepřijatelné, že europoslanci kvůli své práci dostávali (od nejmenovaných lidí) výhrůžky. Česká vláda reagovala usnesením, že se europoslanci textem rezoluce částečně vměšují do vnitřních a politických záležitostí členského státu.
Možným střetem zájmů Andreje Babiše se zabývaly i některé české úřady. Transparency International Česká republika (TI) podala v srpnu 2018 oznámení o podezření ze spáchání přestupku k Městskému úřadu v Černošicích, protože se domnívala, že Andrej Babiš porušuje zákon tím, že nadále ovládá Agrofert a média, což mu zákon jako členovi vlády zakazuje. Úřad v listopadu 2018 zahájil správní řízení a v lednu 2019 vydal nepravomocné rozhodnutí, kterým za přestupek střetu zájmů udělil pokutu ve výši 200 000 korun. Babiš k rozhodnutí uvedl, že je zpolitizované, nesouhlasí s ním a určitě se proti němu odvolá, případně i ke správnímu soudu. Jeho právníci podali odvolání v únoru. Na Krajském úřadu Středočeského kraje, jehož hejtmankou v té době byla Jaroslava Pokorná Jermanová z hnutí ANO, mezitím v lednu 2019 proběhla reorganizace, v jejímž důsledku byl zrušen odbor správních agend, jenž by se odvoláním měl zabývat, resp. byl sloučen s odborem legislativně právním. V únoru o reorganizaci informoval týdeník Respekt a Česká pirátská strana kritizovala riziko ohrožení důvěryhodnosti rozhodnutí v kauze Babišova střetu zájmů. Hejtmanka Jermanová jakýkoli svůj vliv na rozhodování úředníků v Babišově kauze odmítla. Koncem září 2019 bylo přestupkové řízení zastaveno s tím, že ke spáchání přestupku nedošlo. Podle krajského úřadu nebylo prokázáno, že by Andrej Babiš ovládal mediální společnosti. Transparency International v říjnu 2019 podala podnět k ministerstvu spravedlnosti k přezkoumání rozhodnutí krajského úřadu. Ministerstvo se však odmítlo podnětem zabývat s odůvodněním, že „nedospělo k závěru, že lze mít důvodně za to, že rozhodnutí odvolacího správního orgánu bylo vydáno v rozporu s právními předpisy“. V srpnu 2020 podala TI druhý podnět s odvoláním na vyjádření nejvyššího státního zástupce Pavla Zemana. Ten vyslovil nesouhlas s právním hodnocením případu ze strany krajského úřadu, správní žalobou jej však nenapadl, neboť k jejímu podání podle něj nebyl závažný veřejný zájem. I druhým podnětem TI se ministerstvo odmítlo zabývat s tím, že „nemůže znovu zahájit přezkumné řízení k rozhodnutí Středočeského kraje ve věci střetu zájmů Andreje Babiše, neboť podnět TI neobsahuje nové poznatky, ale pouze znovu shrnuje již dříve posouzené závěry“. Ministryně Marie Benešová (ANO) bez bližšího upřesnění uvedla, že kdyby ministerstvo vyhovělo požadavku TI, porušilo by tím zákon.
V lednu 2021 se znovu obrátila TI na Městský úřad v Černošicích s tím, že má k dispozici nové důkazy ve věci střetu zájmů Andreje Babiše. Koncem září 2021 úřad udělil Babišovi pokutu ve výši 250 000 Kč za přestupek proti zákonu o střetu zájmů kvůli tomu, že ovládal média, konkrétně společnosti Londa a Mafra. Babiš se podle svého právního zástupce hodlal i proti tomuto rozhodnutí odvolat.
Závěry auditu Evropské komise, které vyšly najevo na konci listopadu 2020, měly potvrdit střet zájmů Andreje Babiše ohledně dotací ze strukturálních fondů pro holding Agrofert. Podle slov europoslance Tomáše Zdechovského, působícího ve výboru pro rozpočtovou kontrolu, Evropská komise uvedla, že neproplatí firmám kolem Agrofertu žádné dotace od léta 2018, kdy vstoupila v platnost zpřísněná unijní pravidla o střetu zájmů, přičemž pozastavení unijních peněz potrvá do doby, než Babiš střet zájmů vyřeší, a bude se týkat i fondů spojených s příštím sedmiletým rozpočtem a balíkem koronavirové pomoci. Dne 23. dubna 2021 Evropská komise zveřejnila závěrečnou zprávu svého auditu, která zohledňovala připomínky českých úřadů. I tato verze konstatovala, že Andrej Babiš ovládá svěřenské fondy, do kterých vložil svůj majetek, a je ve střetu zájmů.

## Politická kariéra

### Hnutí ANO 2011

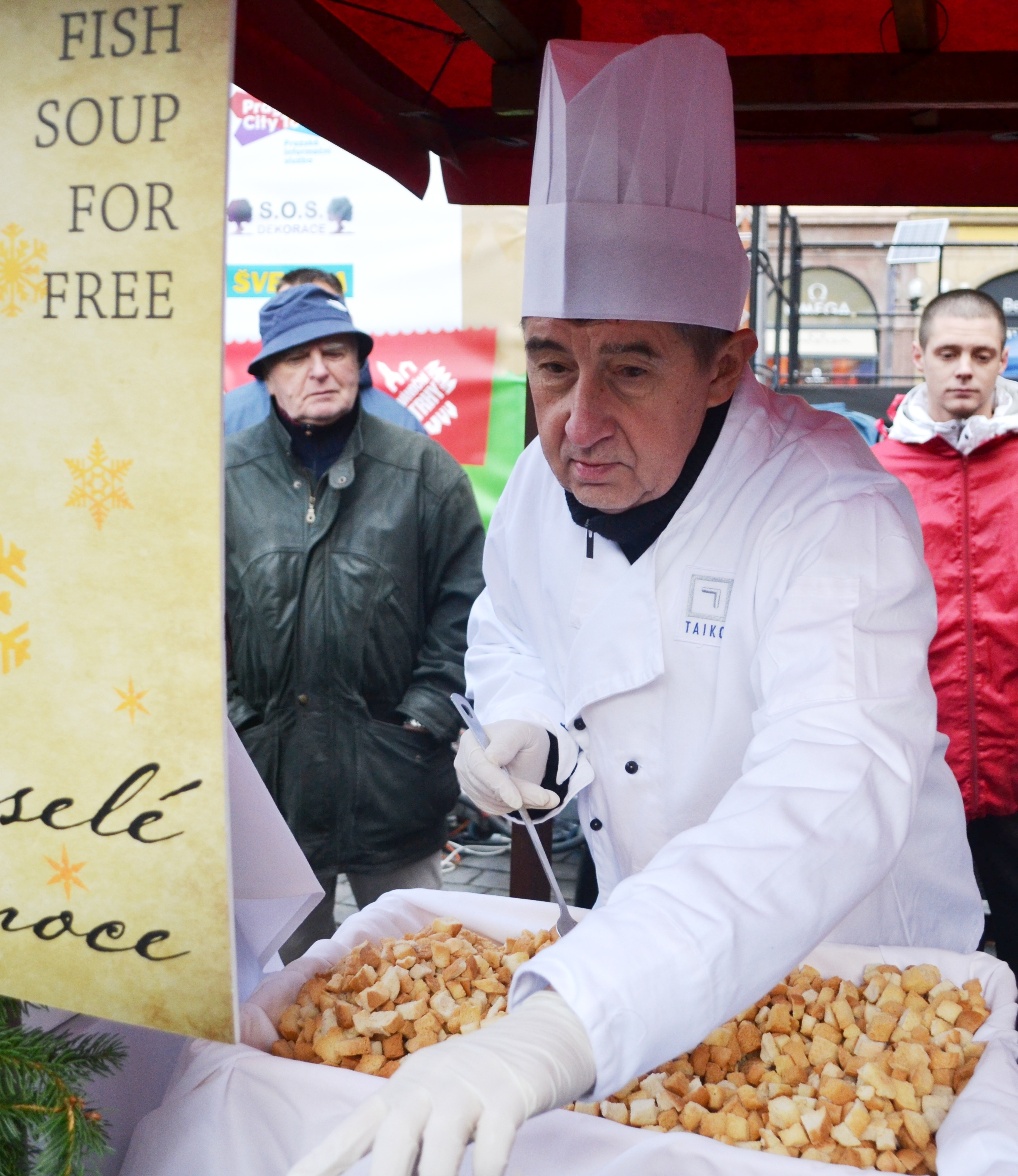
Andrej Babiš při rozdávání rybí polévky na Štědrý den roku 2014 na Staroměstském náměstí v Praze

V listopadu 2011 založil občanskou iniciativu nazvanou Akce nespokojených občanů a nevyloučil, že by z ní mohlo vzniknout politické hnutí. Jako politické hnutí bylo ANO 2011 (dále též jen ANO) registrováno 11. května 2012. V srpnu 2012 se stal prvním předsedou hnutí, když v tajné volbě získal 73 ze 76 hlasů. Se svým hnutím chce bojovat proti korupci a za nižší daně. Sám státu na daních odvádí 23 milionů korun ročně, jeho holding zhruba 800 milionů korun ročně.[zdroj?]
Na svou činnost obdrželo hnutí ANO od Babiše z jeho vlastních prostředků za rok 2011 okolo 25 milionů korun. V krajských volbách konaných roku 2012 finančně podpořil uskupení Východočeši, Mimo Jiné a zlínské M. O. R. (Hnutí za Morální Očistu Radnice). Skrze jejich kandidátky potvrdil kandidaturu sedmi členů ANO.
Ve volbách do Poslanecké sněmovny Parlamentu ČR v roce 2013 kandidoval v Hlavním městě Praze jako lídr hnutí ANO. dosáhlo v těchto volbách značný úspěch, když obsadilo druhé místo za ČSSD se ziskem 18,65 % hlasů. Sám Babiš byl 26. října 2013 zvolen poslancem Parlamentu České republiky. Během předvolební kampaně byl Babiš funkcionáři politické strany TOP 09 Miroslavem Kalouskem a Markem Ženíškem označen za „komunistického udavače“. Babiš reagoval podáním trestního oznámení pro pomluvu.

### Místopředseda vlády a ministr financí
V lednu 2014 se stal kandidátem hnutí ANO 2011 na post vicepremiéra a ministra financí ve vládě Bohuslava Sobotky. Dne 29. ledna 2014 byl do obou funkcí jmenován. Jako ministr financí doporučil lidem, kteří by chtěli podnikat, aby si nejprve zkusili zaměstnanecký poměr.
V listopadu 2014 popřel spekulace, že by chtěl v budoucnosti kandidovat na prezidenta České republiky. Připustil, že by se v budoucnosti mohl stát předsedou české vlády.
Na III. sněmu hnutí ANO obhájil v únoru 2015 post předsedy hnutí. Od delegátů dostal v tajné volbě všech 186 hlasů. Bývalý prezident Václav Klaus na jaře 2015 označil propojení politiky a byznysu Andrejem Babišem za nebezpečné a vývoj české politiky poté, co se Babišovo ANO stalo jednou z nejsilnějších stran, za „hrůzostrašný“.

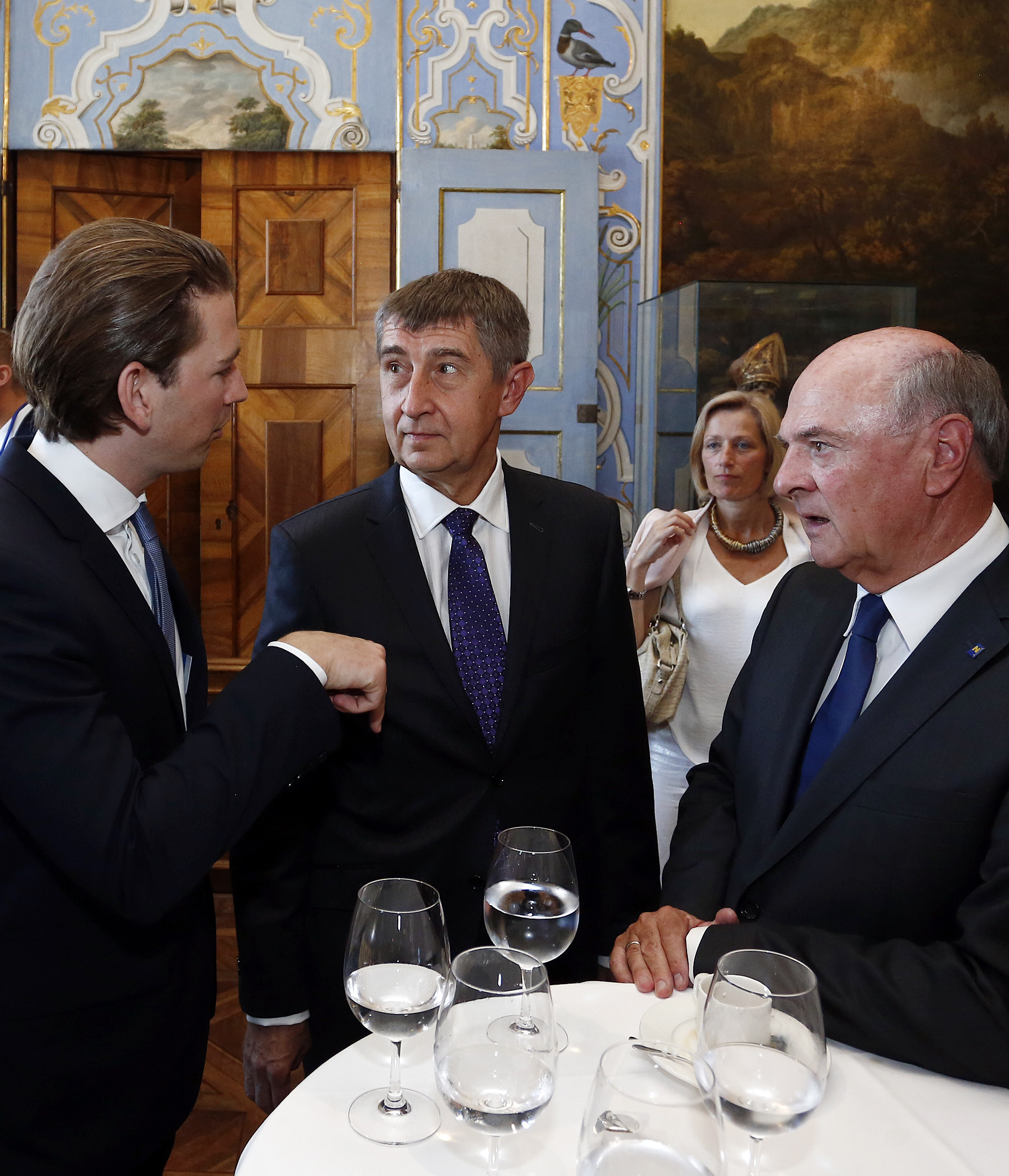
Ministr financí Babiš s rakouským ministrem zahraničí Sebastianem Kurzem (vlevo) a hejtmanem Dolních Rakous Erwinem Pröllem (vpravo) na Evropském fóru ve Wachau, 13. června 2015

V roce 2015 jako ministr financí prosazoval zavedení elektronické evidence tržeb (EET) a prohlásil, že nebude-li zavedena, bude nutné zvýšit daně. Plán na zavedení EET se dočkal kritiky od opozičních poslanců.
V červnu 2016 prohlásil, že odejde z politiky, pokud hnutí ANO po následujících volbách skončí v opozici. V senátních volbách na podzim 2016 získalo ANO pouze tři senátorská křesla, což bylo považováno za prohru. Babiš poté prohlásil, že Senát je de facto zbytečný a nebránil by jeho zrušení.
Podle průzkumu agentury STEM byl k lednu 2017 nejpopulárnějším politikem v parlamentu. Dne 25. února 2017 byl již počtvrté zvolen předsedou hnutí ANO. Na IV. celostátním sněmu hnutí v Praze získal 195 hlasů od 206 delegátů, kteří odevzdali volební lístek (tj. 95 %).
Dne 5. května 2017 však premiér Sobotka podal návrh na Babišovo odvolání z vlády do rukou Miloše Zemana. Jako důvod udal skandály neodvádění daní a úkolování novinářů v médiích. Prezident republiky tak učinil 24. května téhož roku. Ve funkci místopředsedy vlády Babiše vystřídal ministr životního prostředí Richard Brabec a v úřadu ministra financí pak nahradil další spolustraník a předseda sněmovního hospodářského výboru Ivan Pilný.

### Politické postoje
Andrej Babiš odmítá progresivní zdanění, chtěl by snížit daně lidem s příjmy do 113 tisíc a snížit sociální pojištění pro živnostníky a firmy. Babiš také odmítá domněnku, že stát nebude mít z čeho vyplácet důchody. Podle něj jsou penze dnes v ČR na nízké úrovni a stanovuje si proto za cíl navýšit důchody na úroveň 70–80 % průměrné mzdy.
Členství v Evropské unii je pro Českou republiku podle Babiše nezbytné, je však proti jakékoliv její další integraci. Babiš se také staví proti zavedení eura jako zákonné měny v Česku. V roce 2009 k tomu řekl, že je pro urychlené zavedení eura, a dodal: „Euro musí být klíčové téma pro jakoukoliv budoucí vládu. Když vám kurz koruny skáče pořád nahoru dolů, nemůžete nic plánovat. Nechápu, proč to politici konečně nepochopí. Až euro přijmou všechny státy kolem nás, tak si spekulativní kapitál bude hrát jen s naší korunou. A to nemůžeme ustát. (…) Teď je kurz 27,50 za euro. Když byl 22,90 a následně koruna oslabovala, většina se zajišťovala úrovní 24 až 25 Kč. Analytici předtím tvrdili, jak euro půjde pod dvacet korun. A proto je teď naopak to zajištění pro mnohé firmy dramatický průšvih, větší než krize.“
Babiš odmítl uprchlické kvóty na rozmístění žadatelů o azyl, kteří se dostali do Evropské unie v rámci evropské migrační krize a migrační vlnu z Blízkého východu a Afriky označil za „největší ohrožení Evropy.“ Podle Babiše by tábory pro migranty „měly být založeny mimo Evropu a do Evropy by neměl přijít žádný uprchlík bez toho, aby prošel táborem v severní Africe nebo na Blízkém východě.“ Babiš přičetl vinu za útok kamionem na vánočních trzích v Berlíně v prosinci 2016 německé kancléřce Angele Merkelové, která podle Babiše svou politikou umožnila „nekontrolovanou migraci“ do Evropy. Premiér Bohuslav Sobotka tento Babišův výrok odmítl.
Po setkání s generálním tajemníkem NATO Jensem Stoltenbergem v září 2015 kritizoval Babiš NATO za nezájem o ochranu evropských hranic a prohlásil: „NATO se chová účelově. Proti somálským pirátům zasáhlo, protože tam byl ekonomický zájem členských zemí NATO a dalších zemí Bezpečnostní rady OSN. … NATO uprchlíci nezajímají, přitom jejich vstupní branou do Evropy je Turecko, člen NATO, a pašeráci na území Turecka, člena NATO, operují.“
V březnu 2015 Babiš přirovnal anexi Krymu Ruskem k zabrání Sudet na základě mnichovské dohody v roce 1938 a uvedl, že nesouhlasí „s rozdělením Ukrajiny na dvě země.“ Ekonomické sankce vůči Rusku však už považuje za nevhodné, jelikož poškozují české podnikatele. Nevěří také tomu, že by Putin plánoval válku proti NATO.
Babiš v listopadu 2016 označil čínskou společnost CEFC China Energy Company Limited za zvláštního a netransparentního investora, který má podle Babiše vazby na premiéra Bohuslava Sobotku a ČSSD a uvedl, že „CEFC kupují sportovní kluby, nemovitosti nebo média, ale pokud nám chtějí Číňané opravdu pomoci, měli by koupit OKD.“ Babiš řekl, že má na čínské investice jiný názor než prezident Miloš Zeman.
Při vzniku druhé Babišovy vlády označil KSČM za demokratickou stranu, která se zachovala státotvorně a umožnila vznik vlády. Podle statistik České televize ostatně hnutí ANO v období od voleb do ustavení vlády (20. listopadu 2017 až 10. července 2018) v Poslanecké sněmovně hlasovalo v 77 % hlasování ve shodě s KSČM, což představovalo vůbec největší shodu mezi všemi parlamentními stranami. Po sněmovních volbách v roce 2013 přitom Andrej Babiš prohlásil: „Jsme rádi, že můžeme zabránit nástupu levice za podpory komunistů, takže já jako bývalý člen KSČ, na což nejsem pyšný, jsem rád, že tomu můžu zabránit.“
Při setkání s izraelským premiérem Benjaminem Netanjahuem označil Izrael za strategického partnera České republiky na Blízkém východě. Podle Babiše je Jeruzalém hlavním městem Izraele a měly by být uznány hranice vytvořené po šestidenní válce v roce 1967, nesouhlasí ale s přesunem české ambasády z Tel Avivu do Jeruzaléma, protože by to mohlo vést k další eskalaci izraelsko-palestinského konfliktu. Po vypuknutí války Izraele s Hamásem v říjnu 2023 podpořil proizraelský postoj, který zaujala vláda Petra Fialy.
Babiš je proti vystoupení Česka z Evropské unie a uvedl k tomu: „Jsme pevnou součástí Západu, jsme členy v EU a jsme spojencem v rámci NATO, a to nikdo nemůže zpochybnit. Pokud někdo mluví o czexitu, tak ohrožuje naši budoucnost.“ Podle Babiše by se měla Evropská unie „vrátit ke své podstatě, k původnímu poslání. To znamená bezpečný a prosperující kontinent založený na vnitřním trhu.“
Kritizoval politiku tureckého prezidenta Erdoğana, o kterém v roce 2017 prohlásil: „Pokud dnes Evropa kritizuje Polsko či Orbána, že dělají něco nedemokratického, proč nekritizují Turecko? Vždyť tam je diktátor.“
Při vzpomínce na vysídlence a běžence německá kancléřka Angela Merkelová v červnu 2018 odsoudila vysídlení tří milionů Němců z Československa a devíti milionů z dalších států střední a východní Evropy po druhé světové válce. Při projevu přijala odpovědnost Němců za druhou světovou válku a "nevýslovné zločiny" nacionálněsocialistické diktatury. Babiš v reakci na to prohlásil, že „takový výrok je absolutně nepřijatelný a odmítám ho hlavně v období, kdy si připomínáme hrůzy heydrichiády, Lidice, Ležáky a zabití našich parašutistů.“
Je proti ratifikaci Istanbulské úmluvy a legalizaci eutanázie. V roce 2021 k otázce uzákonění stejnopohlavního manželství uvedl, že hnutí ANO podporuje, aby homosexuální páry měli stejná práva v oblasti dědictví, vdovského důchodu či informacích o partnerově zdravotním stavu, ovšem je proti možnosti uzavírání manželství a adopce dětí těmito páry. Sám v únoru v roce 2024 při projednávání adopce dětí stejnopohlavními páry tento zákon nepodpořil a zdržel se hlasování.

### Volby do Poslanecké sněmovny 2017
Před volbami rozdávali stoupenci hnutí ANO 2011 po celé republice brožuru, sepsanou Andrejem Babišem (či v jeho jménu), s názvem O čem sním, když náhodou spím, ve které byla popsána „Vize 2035 pro Českou republiku, pro naše děti“. Rovněž ještě před volbami, začátkem října 2017, Babiš prohlásil v rozhovoru s redaktorem deníku Právo, že by v případě volebního vítězství a svého premiérského angažmá „po čtyřech letech odešel z politiky a již se nevrátil“. Zdůvodnil to svým věkem a tím, že by pak „chtěl mít chvíli normální život, věnovat se rodině i firmě“.
Při volbách do Poslanecké sněmovny ve dnech 20.–21. října 2017 zvítězilo hnutí ANO a získalo 78 poslaneckých mandátů. Andrej Babiš jako lídr kandidátky ve Středočeském kraji byl opět zvolen poslancem sněmovny, přičemž dostal 48 645 preferenčních hlasů, nejvíce ze všech zvolených poslanců.

### Premiér České republiky

#### První vláda Andreje Babiše
Prezident Miloš Zeman pověřil lídra ANO Andreje Babiše dne 31. října 2017 jednáním o sestavení nové vlády. Dne 6. prosince 2017 jej jmenoval premiérem. Podle vyjádření obou aktérů měla být vláda původně jmenována 13. prosince 2017, po seznámení prezidenta s ministerskými adepty. Podle Babiše prezident souhlasil s posunem termínu, aby se už jako předseda jmenované vlády mohl 14. prosince zúčastnit summitu prezidentů a premiérů Evropské unie v Bruselu. Zeman tím rovněž osobně podpořil získání sněmovní důvěry pro Babišovu vládu.
Dne 10. ledna 2018 požádala vláda složená z členů ANO a nestraníků Poslaneckou sněmovnu o důvěru, sněmovní schůze ale byla večer přerušena a hlasování odloženo na 16. ledna 2018. Toho dne vláda Andreje Babiše důvěru Poslanecké sněmovny nedostala. Podpořilo ji všech 78 poslanců hnutí ANO, zbývající strany ale hlasovaly proti. Již dalšího dne, 17. ledna, odhlasovala vláda svoji demisi, kterou prezident Miloš Zeman přijal 24. ledna 2018. Ten zároveň pověřil Babiše jednáním o sestavení nové vlády.
Po sjezdu ČSSD, který se konal 18. února 2018, začala tato strana pod vedením svého nového předsedy Jana Hamáčka vyjednávat s ANO o účasti na vládě. Zatímco ČSSD pro sebe požadovala pět ministerských křesel včetně ministerstev vnitra a spravedlnosti (resorty, které mají váhu ve spojitosti s kauzou Čapí hnízdo), bylo ANO tehdy ochotno přiznat ČSSD jen čtyři ministerstva.
Dne 26. března 2018 rozhodla vláda v demisi pod Babišovým vedením o vyhoštění tří ruských agentů s diplomatickým statusem v návaznosti na útok proti Sergeji Skripalovi a jeho dceři, který se odehrál ve Spojeném království. Podle Martina Fendrycha se vláda v tomto případě rozhodla jednoznačně pro prozápadní a protiruský postoj.
Začátkem dubna 2018 skončilo první vyjednávání mezi ČSSD a ANO o společné vládě neúspěchem. Jedním z důvodů byla tehdy neochota ANO přenechat sociálním demokratům post ministra vnitra. Představitelé ČSSD Jan Hamáček a Jiří Zimola navštívili 4. dubna prezidenta Miloše Zemana. Podle informací Lidových novin jim prezident doporučil trvat na svých požadavcích a neustupovat. Premiér v demisi Andrej Babiš byl podle svých slov připraven podřídit se Zemanově vůli. „Když prezident řekne, že pověří vyjednáváním o vládě někoho jiného z hnutí ANO, tak to budu akceptovat,“ řekl Babiš.

#### Druhá vláda Andreje Babiše
Prezident Zeman dne 6. června 2018 podruhé jmenoval Andreje Babiše premiérem a vyzval jej, aby mu předložil seznam příštích členů vlády, se kterými se chtěl seznámit. Od 27. června 2018 je Babiš poté, co jej prezident Zeman podruhé jmenoval premiérem, předsedou své druhé vlády. Tuto menšinovou vládu sestavil jak ze zástupců ANO, tak ČSSD. Babiš a ministři složili do rukou prezidenta předepsaný slib. Prezident Zeman nejmenoval ministrem zahraničí zástupce sociálních demokratů a poslance Evropského parlamentu Miroslava Pocheho, takže vedení tohoto ministerstva se prozatím ujal předseda strany a ministr vnitra Jan Hamáček. ČSSD obdržela ve vládě celkově pět křesel včetně jí zprvu odepíraného ministerstva vnitra, ANO dostalo deset křesel. Dne 10. července podepsaly oba subjekty koaliční smlouvu. Prezidentem jmenovanou ministryní spravedlnosti za ANO byla Taťána Malá, po veřejné kritice kvůli plagiátorství diplomových prací a střetu zájmů však 13 dní nato odstoupila a Andrej Babiš krátce uvažoval o tom, že by se nechal prezidentem pověřit k vedení tohoto resortu, než by se našel nový ministr. To však vzbudilo silný odpor a kritiku opozičních stran, a tak premiér narychlo vyjednal nového adepta na ministra spravedlnosti, Jana Kněžínka, jehož prezident jmenoval 10. července. Dne 12. července 2018 krátce po půlnoci získala Babišova vláda důvěru Poslanecké sněmovny poměrem hlasů 105 (pro) ku 91 (proti). Přispěla k tomu Komunistická strana Čech a Moravy, která již před sestavením vlády měla v úmyslu ji podpořit při hlasování o důvěře a posléze ji tolerovat.
V říjnu 2018 odmítl stažení českých vojáků z války v Afghánistánu, protože podle Babiše „teror by se pak přenesl do Evropy.“
Z titulu funkce předsedy vlády zasedl Andrej Babiš rovněž do čela Rady vlády pro koordinaci boje s korupcí, s následným schválením vládou. Od vzniku rady v roce 2014 zastával tento post vždy ministr, naposledy předtím ministr spravedlnosti Robert Pelikán. Po jeho odchodu však nový koordinátor boje s korupcí nebyl pověřen a automaticky řízení Rady připadlo premiérovi. Tento krok byl kvůli konfliktu zájmů kritizován opozicí, například stranou Pirátů. Jan Hamáček prohlásil, že je to premiérovo právo a nebude v této otázce nic podnikat.

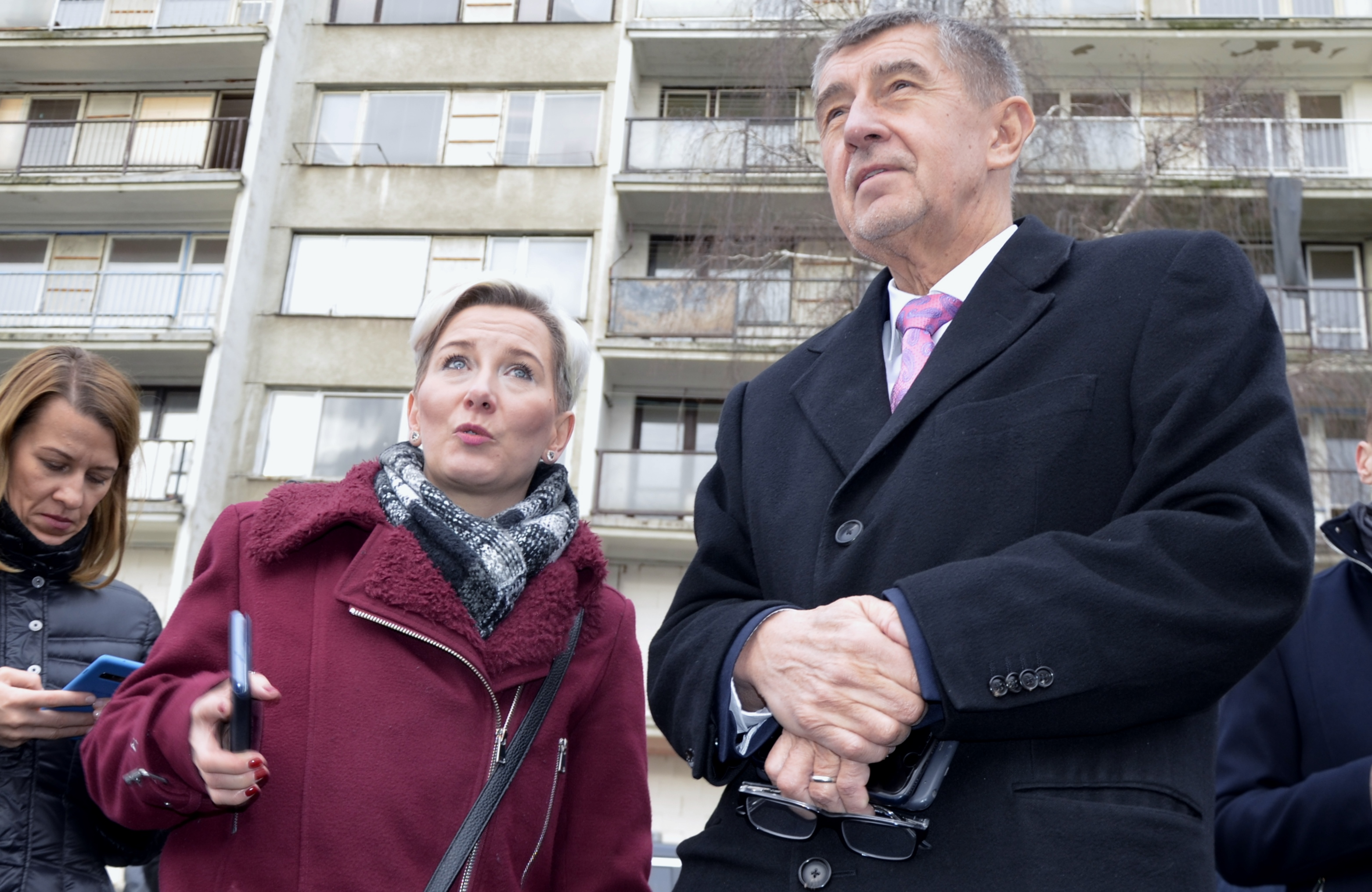
Babiš a starostka Litvínova Kamila Bláhová v litvínovském ghettu Janov

Dne 11. listopadu 2018 se Andrej Babiš jako zástupce České republiky zúčastnil v Paříži oslav 100. výročí konce první světové války. Vzpomínkové ceremonii u Vítězného oblouku přihlížely desítky státníků. Společně s francouzským prezidentem Emmanuelem Macronem to byli mj. prezidenti USA Donald Trump a Ruska Vladimir Putin a německá kancléřka Angela Merkelová.
V polovině listopadu 2018 investigativní novináři Sabina Slonková a Jiří Kubík uveřejnili rozhovor s Babišovým synem, kterého vypátrali a kontaktovali ve švýcarské Ženevě. Andrej Babiš mladší vypověděl na skrytou kameru těchto novinářů u dveří bytu své matky, že jej otec po vypuknutí aféry Čapí hnízdo „uklidil“ na Krym, kde jej následně údajně proti jeho vůli zadržoval. Rovněž prohlásil, že ohledně dokumentů týkajících se Čapího hnízda nevěděl, co podepisuje. Babiš reagoval sdělením, že jeho syn je psychicky nemocný, bere léky a musí být pod dohledem, a že odjel z Česka na Ukrajinu dobrovolně.
V reakci na zveřejněné informace o jeho synovi vyzvala opozice premiéra Babiše 13. listopadu 2018 k demisi. Dne 15. listopadu 2018 Senát Parlamentu přijal usnesení, v němž označil za nepřijatelnou účast Andreje Babiše ve vládě až do konce vyšetřování kauzy Čapí hnízdo. Prezident Miloš Zeman 15. listopadu prohlásil, že kdyby poslanci vládě vyslovili nedůvěru, on opět pověří sestavením nového kabinetu Babiše. Babiš pak 16. listopadu 2018 uvedl, že navzdory výzvám neodstoupí, což podle kritiků mělo být v rozporu s etickým kodexem hnutí ANO. Dne 23. listopadu 2018 proběhlo hlasování o nedůvěře vládě. Druhá vláda Andreje Babiše je ustála, poslanci koaliční ČSSD při hlasování opustili sál a komunisté hlasovali spolu s hnutím ANO pro vládu. Veřejnost na kauzu reagovala uspořádáním několika demonstrací, především ve větších městech.
Koncem roku 2018 navštívil premiér Babiš oficiálně Francii. Při této příležitosti se v Paříži setkal se světoznámým českým spisovatelem Milanem Kunderou, žijícím od roku 1975 v emigraci. Podle vyjádření českého velvyslance Petra Druláka bylo toto setkání předsedy vlády se spisovatelem a jeho manželkou Věrou Kunderovou impulsem pro jejich následné rozhodnutí, že Kundera opět přijme české státní občanství.

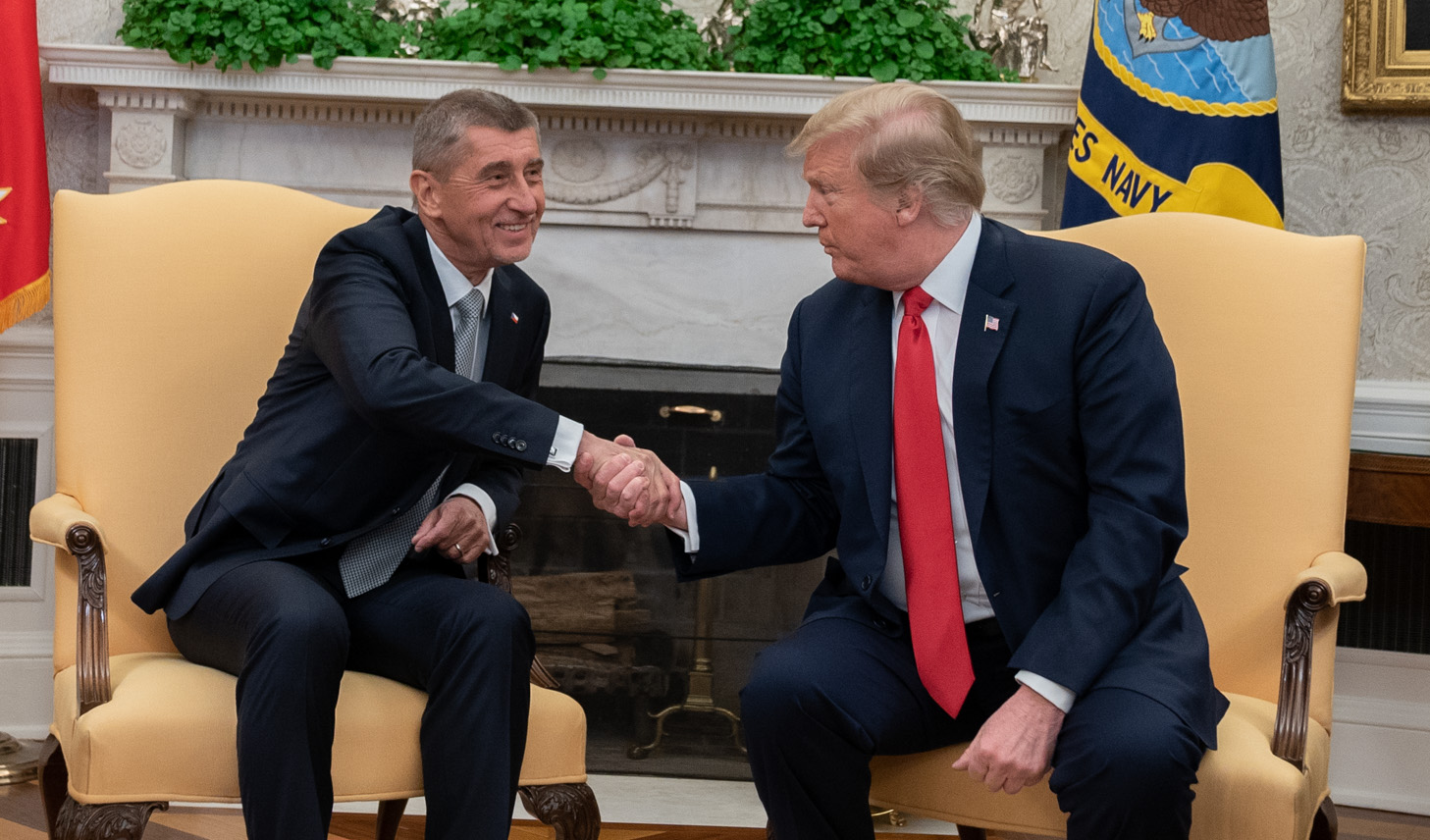
Setkání Babiše a amerického prezidenta Donalda Trumpa v Bílém domě. Washington D. C. dne 7. března 2019.

Koncem roku 2018 vypukla „kauza Huawei“ poté, co Národní úřad pro kybernetickou a informační bezpečnost (NÚKIB) varoval před 5G mobilními technologiemi a telefony čínské firmy Huawei kvůli podezření z napojení firmy na čínské tajné služby. Varování se týkalo také čínské společnosti ZTE. Babiš přikázal stažení mobilních telefonů Huawei z Úřadu vlády a sešel se s velvyslancem Čínské lidové republiky v České republice. Po setkání velvyslance s Babišem čínská ambasáda na svém webu uvedla, že „čínská strana bere na vědomí úsilí české vlády o nápravu příslušných chyb a doufá, že česká strana přijme účinná opatření, aby zabránila opakování podobných událostí“. Podle Babiše česká vláda žádnou chybu neudělala a čínský velvyslanec o setkání nevypověděl pravdivě. V lednu 2019 po setkání s prezidentem Zemanem v Lánech Babiš uvedl, že „všichni operátoři v ČR pracují na technologiích Huawei, je potřeba, aby nám to NÚKIB vysvětlil a předložil nějaké analýzy.“ Babiš i Zeman kritizovali postup NÚKIB v kauze Huawei.
V neděli 17. února 2019 na V. volebním sjezdu hnutí ANO byl opět zvolen jeho předsedou, když neměl žádného protikandidáta a získal 206 hlasů z celkových 238 přítomných delegátů.
Při své oficiální návštěvě Spojených států amerických byl Babiš 7. března 2019 přijat prezidentem Donaldem Trumpem v Bílém domě ve Washingtonu. Ještě před zahájením dvoustranných rozhovorů Babiš uvedl, že spojenectví USA a České republiky trvá již 100 let, a to od vzniku Československa. Zmínil se také o skutečnosti, že manželkou prezidenta Tomáše Garrigua Masaryka byla Američanka. Tématem jednání v Bílém domě byla například kybernetická bezpečnost, nákup vrtulníků pro českou armádu, možná dostavba jaderných bloků v Česku či dovoz amerického zkapalněného plynu do Evropy. Babiš rovněž apeloval na amerického prezidenta, aby nezaváděl dovozní cla na produkty automobilového průmyslu z Evropy.

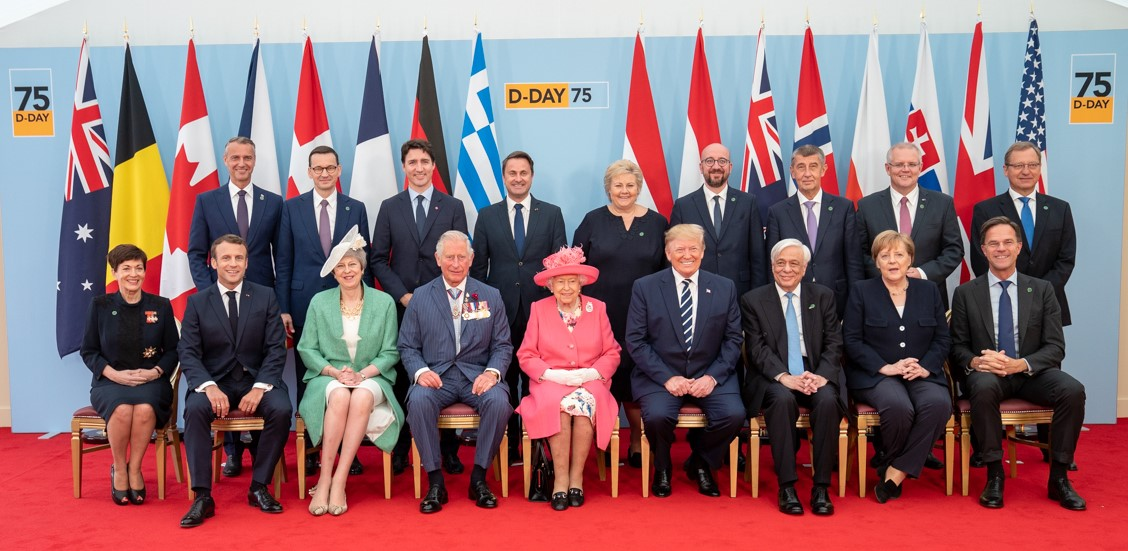
Babiš, královna Alžběta II., Donald Trump a další světoví lídři na oslavách 75. výročí Dne D v červnu 2019

Průběh jednání kladně hodnotila řada českých politiků. Předseda ODS Petr Fiala ocenil, že schůzka navázala na „tradici návštěv“, kterou zná Česko již z minulosti. „Je dobře, že si Spojené státy uvědomují, že ČR patří tradičně v Evropě k velkým podporovatelům euroatlantické vazby.“ Místopředseda Pirátů Mikuláš Peksa vyslovil názor, že schůzka může přispět k předcházení obchodních válek mezi USA a Evropskou unií. S kritikou naopak přišli komunisté, kteří kritizovali jednoznačnou podporu sankcí vůči Rusku.
Americká média byla k Babišovi kritická, porovnávala ho s Trumpem a uváděla poměrně podrobně jeho domácí kauzy. Deb Riechmannová si všimla, že Babiš je podobně jako Trump bohatý podnikatel a také on „se k moci dostal na nacionalistické vlně a odmítání migrantů“. Babiš chválil Trumpovu Zprávu o stavu Unie a dokonce parafrázoval jeho rétoriku (“Make the Czech Republic great again”), přestože americký prezident v rozhovoru uvedl, že Česká republika si vede velmi, velmi dobře ekonomicky, je bezpečná, má silnou armádu a silné lidi a má dobré obchodní vztahy s USA.
Koncem dubna 2019 podal na vlastní žádost demisi ministr spravedlnosti za ANO Jan Kněžínek. Babiš na jeho místo nominoval Marii Benešovou, která post ministryně spravedlnosti zastávala i ve vládě Jiřího Rusnoka. Obavy z možných dopadů výměny ministrů na vývoj kauzy Čapí hnízdo vyvolaly další protesty veřejnosti, organizované především spolkem Milion chvilek. Ty ještě zesílily na počátku června, kdy byly zveřejněny předběžné výsledky dvou auditů Evropské unie, podle kterých Babiš i po převodu akcií Agrofertu do svěřenských fondů zůstal v konfliktu zájmů a Agrofert proto nebyl oprávněn čerpat evropské dotace. Demonstrace na pražské Letenské pláni 23. června 2019 se zúčastnilo přibližně 250 tisíc lidí, čímž se stala největší v české historii od revolučních shromáždění z 25. a 26. listopadu 1989.

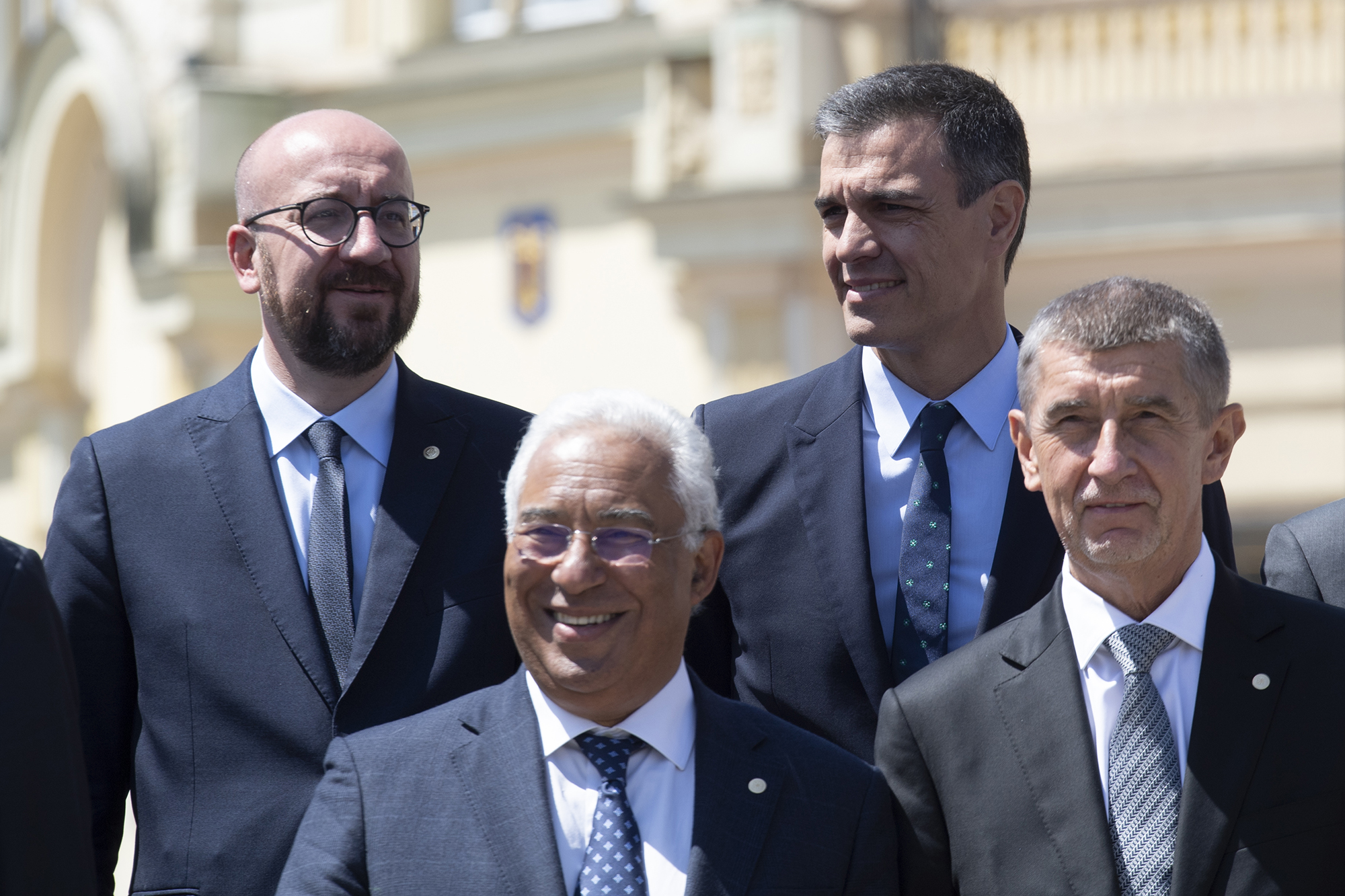
Babiš, Charles Michel a další evropští lídři na summitu EU v Rumunsku 9. května 2019

Dne 3. června 2019 se Babiš setkal v Praze s barmskou vůdkyní, nositelkou Nobelovy ceny za mír a někdejší disidentkou Aun Schan Su Ťij, se kterou mluvil o spolupráci v ekonomické oblasti i v rámci rozvoje vzdělávání či zdravotnictví. Babiš ocenil její úsilí o demokratizaci Myanmaru.
Koncem září 2019 Babiš zastupoval Českou republiku na klimatickém summitu OSN v New Yorku. Ve svém projevu před Valným shromážděním upozornil, že je nutné se zaměřit mimo Evropu: „Mimo Evropu došlo v roce 2018 k navýšení emisí o 1050 milionů tun, to je padesátkrát víc, než o kolik jsme v Evropě snížili. Evropa pro to dělá dost a hlavně jsou v rámci Evropy také mechanismy, jak to vymoci. U jiných zemí to tak vůbec není.“ Babiš označil za klíčový přechod na nefosilní zdroje energie, ale sluneční a větrné zdroje jsou podle něj zatím málo účinné: „Moje země nemá jinou možnost než jádro.“ V OSN rovněž podpořil plán tureckého prezidenta Recepa Erdoğana na vytvoření bezpečné zóny pro návrat válečných uprchlíků na severu Sýrie, ale později kritizoval tureckou invazi do Sýrie a zastavil vývoz českých zbraní do Turecka.
Začátkem října 2019 Babiš společně se zástupci několika dalších zemí EU kritizoval plán Junckerovy komise na snížení dotací, které mají za účel snížit rozdíly mezi bohatými a chudšími regiony Evropské unie, a připomněl, že západoevropské podniky získávají ročně v důsledku odlivu kapitálu (mj. čerpáním dividend) ze zemí Visegrádské skupiny (Česko, Slovensko, Polsko, Maďarsko) 50 miliard eur (1,27 bilionu korun), a „je to pro ně výhodný byznys, neplatí naše lidi mzdami jako u nich doma.“

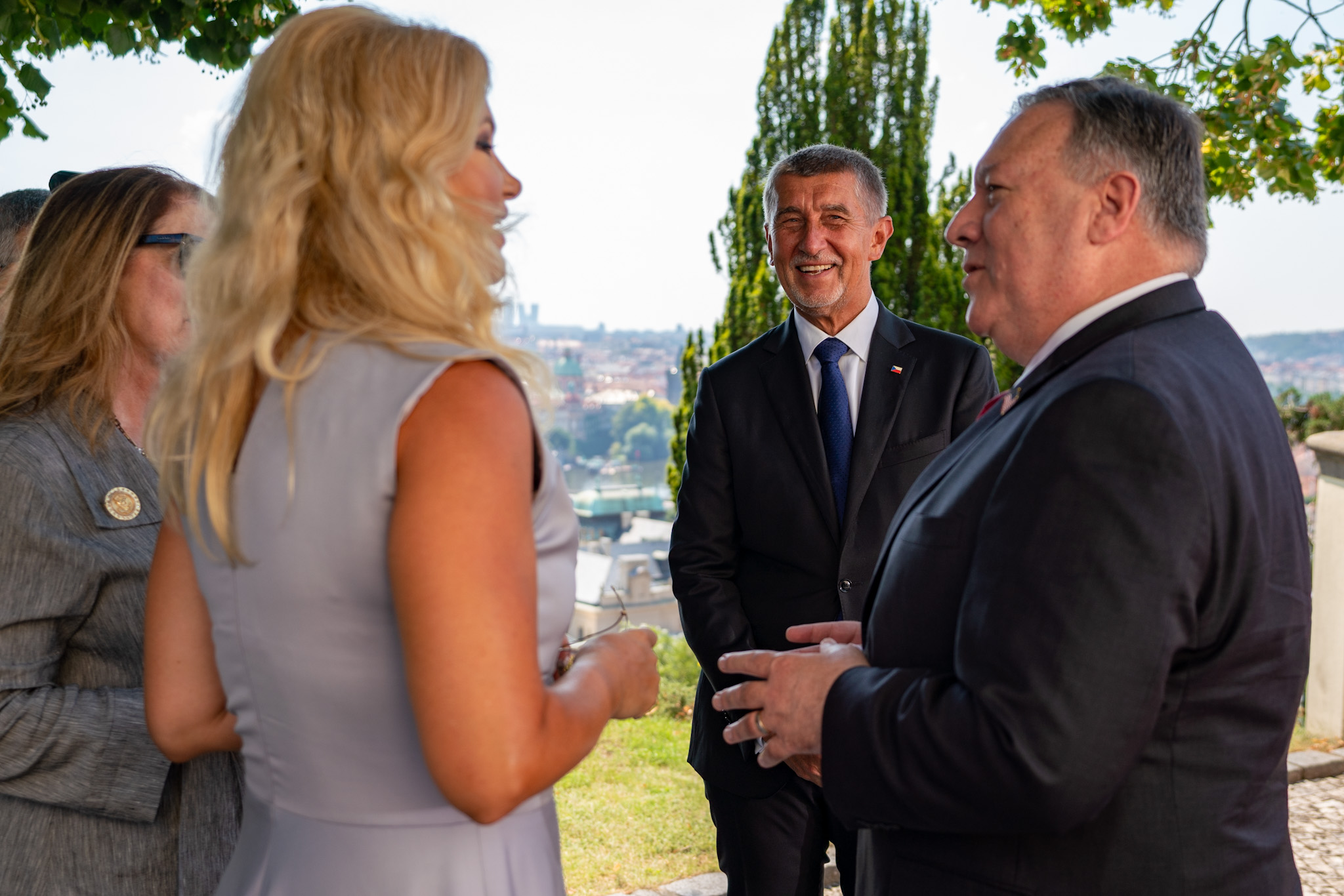
Americký ministr zahraničí Mike Pompeo s Babišem a jeho manželkou Monikou 12. srpna 2020

U příležitosti 30. výročí sametové revoluce pronesl Babiš 17. listopadu 2019 projev v Národním muzeu, ve kterém děkoval studentům, politikům, hercům, exulantům i zakladatelům Občanského fóra. Uvedl, že není pyšný na své někdejší členství v KSČ a připustil, že „nebyl tak statečný a angažovaný jako Havel“. Položil také věnec a zapálil svíčku na pietním místě na Národní třídě, přítomnými lidmi byl ovšem vypískán.
Premiér Andrej Babiš je ve volebním období 2017–2021 nejčastěji absentujícím poslancem v Poslanecké sněmovně. Chyběl na zhruba 78 % všech hlasování. Tolik hlasování nezmeškal žádný z jeho předchůdců ve funkci předsedy vlády.
Premiér Babiš zkritizoval ministra zahraničí Tomáše Petříčka a ministra kultury Lubomíra Zaorálka za novinový článek kritizující plánovanou izraelskou anexi izraelských osad na Západním břehu Jordánu z 23. května 2020. Podle premiéra se jedná o popření dosavadní české politiky vůči Izraeli a je „neakceptovatelné“, aby v tak zásadní věci vydávali dva ministři jeho vlády „své vlastní stanovisko, které na vládní úrovni nebylo nikdy konzultováno, ale které je v zahraničí vnímáno jako stanovisko České republiky.“
Dne 2. srpna 2020 premiér oznámil, že bude zrušena superhrubá mzda a zachována 15% sazba daně, takže lidé tím budou mít více peněz na výplatě. Babiš vyčíslil výpadek příjmů státního rozpočtu na 80 miliard Kč, ale uvedl, že díky jeho návrhu „budou mít zaměstnanci o 85 miliard korun na výplatě čistého více“ a „nakonec tyto peníze skončí v nákupech služeb a zboží a to podpoří ekonomiku“. Poslanci Babišův návrh podpořili.
Babiš kritizoval v lednu 2021 Evropskou komisi v čele s Ursulou von der Leyenovou, která zajišťovala společný nákup vakcín proti covidu-19 pro členské státy Evropské unie během pandemie covidu-19, za pomalý postup při jejich získávání. Izrael a Spojené království, kde bylo tempo očkování mnohem rychlejší, mají podle Babiše výhodu v tom, že nakupují vakcíny proti covidu-19 samostatně bez ohledu na další struktury. Podle Babiše „Už 10. prosince jsme se ptali na Evropské radě, když Británie začala 8. prosince očkovat, proč se neočkuje i v EU.“ Babišovu kritiku Evropské komise odmítl ministr zahraničí Tomáš Petříček, který Babiše nepřímo obvinil z šíření dezinformací.
Vyjádřil výhrady ke klimatickému plánu Evropské komise (EK) v rámci Zelené dohody pro Evropu s názvem „Fit for 55“, který chce snížit emise CO2 do roku 2030 o 55 % a dosáhnout uhlíkové neutrality do roku 2050, a který počítá například se zákazem prodeje nových benzinových a dieselových aut od roku 2035, zpřísňuje nároky na energetické úspory v budovách a rozšiřuje systém emisních povolenek. Na konferenci OSN o změnách klimatu COP 26 kritizoval balíček opatření „Fit for 55“ s tím, že „Evropská unie nemůže dosáhnout ničeho bez zapojení největších znečišťovatelů, jako jsou Čína a Spojené státy americké.“ Podle Babiše „Nemáme představu, kolik bude taková transformace stát, ani zda si ji můžeme dovolit.“

### Volby do Poslanecké sněmovny 2021, lídr opozice
Ve volbách do Poslanecké sněmovny Parlamentu ČR v roce 2021 byl lídrem hnutí ANO 2011 v Ústeckém kraji. Získal 38 277 preferenčních hlasů, a stal se tak znovu poslancem. Na VI. sněmu hnutí ANO v únoru 2022 obhájil funkci předsedy hnutí, když pro něj hlasovalo 80 % delegátů sněmu (tj. 76 hlasů z 95 možných). Ke květnu 2022 měl účast na hlasování v Poslanecké sněmovně pouhých 26 %, čímž se po Milanu Wenzlovi stal druhým nejvíce absentujícím poslancem ve sněmovně.

### Kandidatura na prezidenta ČR
Dne 30. října 2022 oznámil ve vysílání TV Nova svůj záměr kandidovat jako kandidát hnutí ANO na funkci prezidenta České republiky. V pátek 4. listopadu 2022 odevzdal na Ministerstvu vnitra kandidátní listinu s 56 podpisy poslanců hnutí ANO. Dne 25. listopadu 2022 rozhodlo Ministerstvo vnitra o zaregistrování jeho kandidátní listiny. Babiš se tak stal jedním z osmi kandidátů na prezidenta České republiky.
Jeho kandidaturu podpořili např. Miloš Zeman, Jožka Černý, Josef Váňa, Ondřej Suchý, Zdeněk Troška, Ivan Vyskočil, Jaroslava Obermaierová a Agáta Hanychová.
Naopak část členů a politiků hnutí ANO Babiše podpořit odmítla. Jednalo se například o poslance, moravskoslezského hejtmana a člena stínové vlády hnutí ANO Ivo Vondráka, který uvedl, že se Andrej Babiš na prezidenta nehodí, či o ostravského primátora Tomáše Macuru.
V průzkumech veřejného mínění byl jedním z favoritů voleb, přestože sám se označil za „outsidera“. S podporou přibližně 25 % voličů mu průzkumy veřejného mínění přisuzovaly vysokou šanci na postup do 2. kola voleb.
V 1. kole voleb – 13. a 14. ledna – se ziskem 1 952 214 hlasů (34,99 %) skončil na druhém místě za Petrem Pavlem, a postoupil tak do 2. kola voleb.
Dne 19. ledna 2023 podpořila kandidaturu Andreje Babiše Komunistická strana Čech a Moravy a strana Trikolora. Mezi podporovateli Andreje Babiše se před 2. kolem prezidentské volby objevil například kontroverzní aktivista stíhaný za šíření poplašné zprávy Ladislav Vrabel či bývalý poslanec KSČM a agent StB Josef Skála, známý podporou invaze vojsk Varšavské smlouvy do Československa v roce 1968 či popíráním vyvraždění polských válečných zajatců Sověty v Katyni, který s Andrejem Babišem natočil i předvolební propagační video.
V neděli 22. ledna 2023 v živé debatě České televize Předvolební duel – v čase 51:55 – na otázku „Pane Babiši, má poslat Česko vojáky do otevřeného konfliktu v případě útoku na Polsko nebo pobaltské státy?“ odpověděl „Určitě ne. … Ne. Určitě ne. Určitě ne.“ V noci z neděle na pondělí korigoval svou odpověď tak, že by spojenecké závazky (naopak) dodržel. K věci se vyjádřili a nebo zahraniční partnery o shovívavost zdvořile prosili premiér a ministryně obrany Česka. S nevolí reagovali mimo jiné ministři zahraničí pobaltských států, Česka, a média v dotčených zemích a na Ukrajině.
Ve druhém kole voleb – 27. a 28. ledna – neuspěl, získal 2 399 898 hlasů (41,67 %), a prezidentem byl zvolen Petr Pavel.
Na setkání předsednictva v únoru 2023 oznámil, že již nebude předsedou stínové vlády hnutí ANO. Nahradil ho 1. místopředseda hnutí Karel Havlíček.
Na sněmu hnutí v únoru 2024 byl opět zvolen předsedou hnutí, když získal 88 z 98 hlasů delegátů.

### Volby do Poslanecké sněmovny 2025
Ve volbách do Poslanecké sněmovny Parlamentu ČR v roce 2025 je lídrem hnutí ANO v Moravskoslezském kraji.

## Kritika a kauzy Andreje Babiše

### Čapí hnízdo

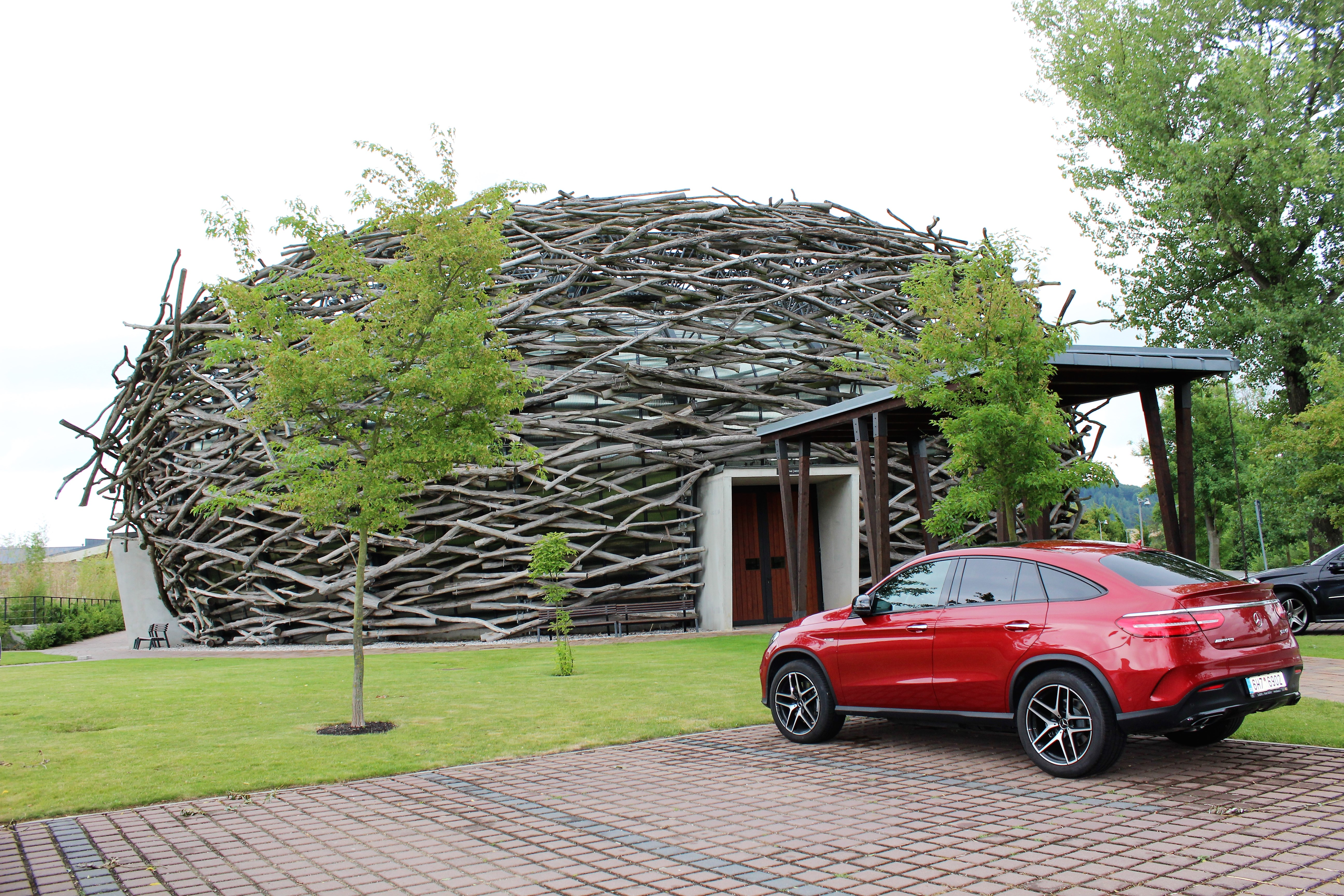
Rekreační a konferenční areál Čapí hnízdo u Olbramovic ve Středočeském kraji, jehož financování je předmětem kauzy Čapí hnízdo

#### Vyšetřování oprávněnosti dotací
Jednou z nejkontroverznějších podnikatelských aktivit Andreje Babiše se stala takzvaná kauza Čapí hnízdo. Babiš byl v souvislosti s touto kauzou stíhán kvůli podezření z trestných činů dotačního podvodu (§ 212 trestního zákoníku) a poškození finančních zájmů Evropské unie (§ 260 trestního zákoníku). V září 2019 byl však Babiš v této kauze pražskými státními zástupci oficiálně zbaven obvinění. Nejvyšší státní zástupce Pavel Zeman byl oprávněn rozhodnutí pražských státních zástupců zrušit a obnovit trestní stíhání, což v případě Andreje Babiše a další obviněné učinil.
Podstatou kauzy je podezření na účelové čerpání dotace Evropské unie určené pouze pro malé nebo středně velké firmy, když podle kritiků koncern Agrofert formálně převedl v roce 2008 společnost Čapí hnízdo na jiného majitele krytého listinnými akciemi na majitele, protože Agrofert by dotaci nezískal.
V roce 2006 se majitelem původního areálu lihovaru stala společnost IMOBA z holdingu Agrofert. V roce 2007 se společnost s ručením omezeným ZZN AGRO Pelhřimov z holdingu Agrofert transformovala na stejnojmennou akciovou společnost s anonymními akciemi na majitele a v roce 2008 se přejmenovala na Farmu Čapí hnízdo a získala dotaci ve výši 50 mil. korun od ROP Střední Čechy. V roce 2014 byly zákonem zakázány anonymní akcie a Čapí hnízdo se stalo součástí společnosti IMOBA.
Policie obdržela trestní oznámení v listopadu 2015. Do povědomí širší veřejnosti se kauza dostala na jaře 2016, kdy právě kvůli „Čapímu hnízdu“ byla svolána mimořádná schůze Poslanecké sněmovny. Teprve zde Babiš uvedl, že majiteli akcií v inkriminované době byli jeho dospělé děti Adriana a Andrej a bratr partnerky Moniky Martin Herodes.
Policie ukončila vyšetřování v létě 2017 a navrhla zahájení trestního stíhání vůči Andreji Babišovi, Jaroslavu Faltýnkovi a dalším osobám na základě výše zmíněného trestního oznámení z důvodu podezření ze spáchání trestných činů dotačního podvodu (§ 212 trestního zákoníku) a poškození finančních zájmů Evropské unie (§ 260 trestního zákoníku) ve „zločinném spolčení“ (§ 89 odst. 17 dřívějšího trestního zákona), kdy podle obvinění dotaci určenou malým a středně velkým firmám, čerpal koncern Agrofert skrze nastrčenou malou firmu, čímž měla vzniknout škoda 49 997 443,36 Kč. Poslanecká sněmovna hlasovala 6. září 2017 pro vydání obou poslanců k trestnímu stíhání. Na počátku roku 2018, kdy po volbách znovu nabyli poslaneckou imunitu, Andrej Babiš na tiskové konferenci prohlásil, že se nechají vydat k trestnímu stíhání. Sněmovna je posléze k trestnímu stíhání skutečně znovu vydala, a to v poměru 111 ku 69 hlasům. V květnu 2018 žalobce stíhání Jaroslava Faltýnka a některých dalších osob zrušil, v případě Babiše a jeho příbuzných však nadále pokračovalo.
Udělení dotace bylo v letech 2016–2017 také vyšetřováno Evropským úřadem pro boj proti podvodům (OLAF). OLAF své vyšetřování uzavřel koncem roku 2017 a nálezy zaslal českým úřadům a Evropské komisi. Žalobci doporučili ministerstvu financí zprávu OLAFu nezveřejňovat z důvodu jejího zařazení do vyšetřovacího spisu. Zpráva však přesto brzy pronikla na veřejnost, celé znění poprvé uveřejnily servery Aktuálně.cz a iHned.cz nakladatelství Economia 11. 1. 2018. Podle novinářů zpráva potvrzuje dotační podvod. Konkrétně jmenuje § 216 a § 260 českého trestního zákoníku, čímž potvrzuje závěry Policie ČR. Andrej Babiš ve zprávě figuruje jako hlavní hybatel kauzy, avšak odpovědnost může padnout i na Babišovy spolupracovníky, Janu Mayerovou a Josefa Nenadála, kteří dotaci vyřizovali. V červnu Babiš rozhodnutí OLAFu kritizoval a tvrdil, že vyšetřování, které vedl „zkorumpovaný“ OLAF bylo zpolitizované jak v Česku, tak v Bruselu. Šéf úřadu OLAF Nicholas Ilett se důrazně ohradil proti Babišovým výhradám k nezávislosti úřadu.
V červnu 2018 společnost IMOBA částku 50 miliónů korun vrátila Regionálnímu operačnímu programu (ROP) Střední Čechy, který dotaci původně přidělil. Trvala při tom na tvrzení, že to neznamená přiznání porušení dotačních podmínek.
Na počátku roku 2019 byla lhůta pro uzavření vyšetřování kauzy prodloužena do 30. dubna 2019. Vyšetřovatel Pavel Nevtípil oznámil svým nadřízeným, že chce kauzu dostat před soud bez Andreje Babiše mladšího pro jeho nedostupnost. Policie ČR ukončila vyšetřování 26. března 2019 a oficiálně požádala žalobce, aby postavil Andreje Babiše a jeho rodinu před soud kvůli podezření z podvodu.
Počátkem června 2019 podal advokát Andreje Babiše, Michael Bartončík, v sídle Městského státního zastupitelství v Praze návrh na zastavení trestního stíhání svého klienta s tím, že skutek, ze kterého byl Babiš obviněn, není trestným činem.
Po vyhodnocení provedeného vyšetřování navrhl dozorující státní zástupce Jaroslav Šaroch počátkem září 2019, aby bylo stíhání proti všem obviněným zastaveno. Vedení Městského státního zastupitelství v Praze se poté s tímto názorem ztotožnilo. Státní zástupci dospěli k názoru, že Farma Čapí hnízdo v době podání žádosti splňovala podmínky definice malého a středního podniku, tudíž k žádnému protiprávnímu jednání nedošlo. Městský státní zástupce v Praze Martin Erazím ke kauze řekl: „I pokud by v důsledku až následné desetileté rozhodovací praxe Soudního dvora bylo dovozeno, že Farma Čapí hnízdo nesplňovala definici pojmu ‚malý a střední podnik‘ v době podání žádosti o poskytnutí dotace v roce 2008, nepovažuji za možné klást komukoliv za vinu možné nesprávné posouzení takové právní otázky v době podání žádosti o poskytnutí dotace před 11 lety.“ Andrej Babiš tak byl v této kauze oficiálně zbaven obvinění.
Nejvyšší státní zástupce Pavel Zeman 4. prosince 2019 zrušil předchozí rozhodnutí dozorujícího státního zástupce Jaroslava Šarocha a znovu tak otevřel kauzu Čapí hnízdo. Učinil tak jen v případě dvou ze šesti stíhaných osob – Andreje Babiše a dotační manažerky Čapího hnízda Jany Mayerové.

#### Kauza krácení daní
V srpnu 2018 byla uveřejněna zpráva, že Generální finanční ředitelství od roku 2014 nereagovalo na oznámení německé protistrany o podezření z daňových úniků ve výši 280 milionů korun za období 2009–2013, a to pomocí objednávek na reklamu pro německé firmy patřící do koncernu Agrofert, prováděnou na farmě Čapí hnízdo. Česká finanční správa zahájila řízení proti jednomu subjektu, ačkoliv zadavatelů reklamy z holdingu Agrofert bylo mnoho. Řízení bylo ukončeno bez doměření daně a bez dalšího podnětu orgánům činným v trestním řízení. Od 19. prosince 2018 se věcí zabývali pracovníci 7. oddělení Odboru hospodářské kriminality krajského ředitelství policie s podezřením na krácení daně. Z pohledu Policie ČR jde o jinou kauzu než byla kauza dotací pro Farmu Čapí hnízdo a řeší ji proto jiní vyšetřovatelé. Farma podle odborného posudku inkasovala mnohonásobně vyšší částky na reklamu, než bylo reálné, a reklama postrádala elementární význam, jelikož kongresové centrum Čapího hnízda využívaly především firmy z holdingu Agrofert.
V červnu 2019 Policie ČR podezření z daňových úniků vyhodnotila podle internetové publikace Hlídací Pes jako „vážné“ a zahájila úkony trestního řízení ve věci krácení daně.

#### Kauza údajného únosu Andreje Babiše mladšího

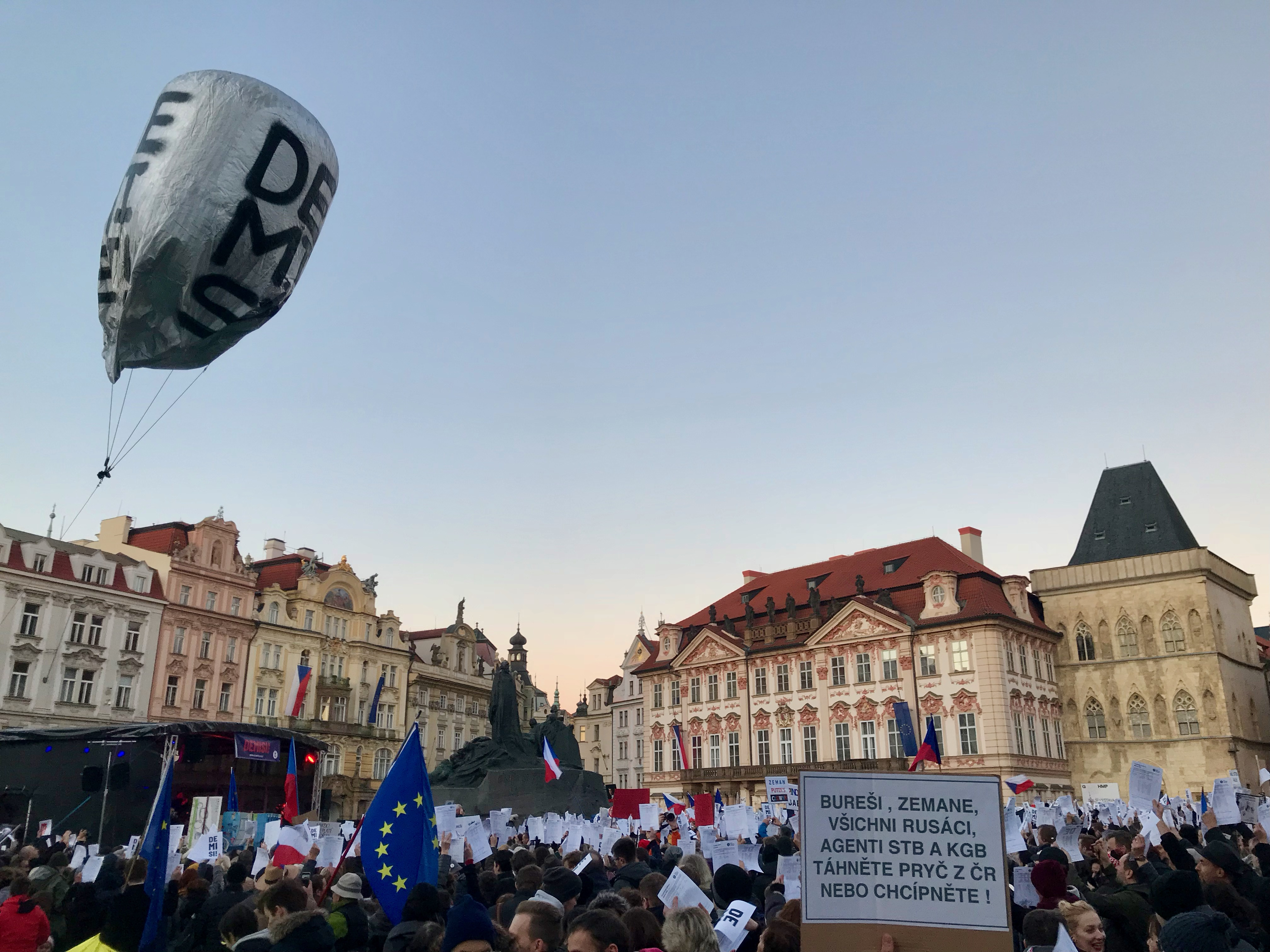
Demonstrace na Staroměstském náměstí v Praze 17. listopadu 2018, při níž účastníci požadovali demisi Andreje Babiše

Jednou z vyšetřovaných osob v kauze Čapího hnízda byl syn Andrej Babiš mladší, který měl v letech 2007–2014 držet vlastnický podíl ve farmě. Ten byl v červenci 2015 hospitalizován na psychiatrii, a když jej policie vyšetřovala, vypracovala psychiatrička Dita Protopopová, tehdy pracující pro Andreje Babiše, lékařský posudek o jeho nezpůsobilosti účastnit se trestního řízení. Policisté však omluvě neuvěřili.
Na podzim 2015 se pečovatelem Babiše mladšího stal Petr Protopopov, manžel Dity Protopopové. Ten s ním, z důvodů mediálních reakcí na kauzy premiéra, cestoval do Ruska, v září a v listopadu 2017 na anektovaný Krym, poté jej i dočasně zanechal se ženou jménem Jelizaveta. Ta měla být přítelkyní Babiše mladšího; cestovali spolu také na východní Ukrajinu do Kryvého Rihu. Andrej Babiš mladší v lednu 2018 napsal e-mail Policii ČR s tvrzením, že byl unesen, neboť jej „otec potřeboval dostat pryč po dobu probíhající kauzy“, a že jej čeká „nedobrovolný psychiatrický zákrok“. Policie podnět začala vyšetřovat a zjistila, že mezitím se Babiš mladší navrátil ke své matce. Nadále případ prošetřovala, ke kauze Čapí hnízdo ho však nevyslechla.
Na podzim 2018 vyhledali Babiše mladšího a jeho matku Beatrici Babišovou ve švýcarské Ženevě reportéři Sabina Slonková a Jiří Kubík. Reportéři natáčeli jeho výpověď kamerou ukrytou v brýlích, aniž jej a jeho matku o natáčení uvědomili. Uveřejnění takto získané reportáže vyvolalo bouřlivé reakce na politické scéně i ve společnosti. Uskutečnilo se několik masových demonstrací proti premiéru Babišovi. Opoziční strany vyvolaly v Poslanecké sněmovně hlasování o vyslovení nedůvěře vládě, které však vláda s podporou KSČM ustála.
Babiš starší 17. listopadu odcestoval do Ženevy za svou exmanželkou a synem, kteří následně přestali komunikovat s českými médii a jejich právní zástupce podal trestní oznámení na reportéry pro porušení švýcarských zákonů.
V lednu 2022 české státní zastupitelství odložilo případ údajného únosu na Krym. Podezření z trestných činů se podle detektivů ani podle žalobce neprokázala.

### Korunové dluhopisy
V lednu 2017 vyšlo najevo, že Babišovy příjmy mohly být vyšší, než jaké přiznal v majetkovém přiznání, a možná se též dopustil krácení daně. Babiš totiž jako soukromá osoba koupil od Agrofertu (jehož byl majoritním vlastníkem) korunové dluhopisy celkem za 1,5 miliardy Kč se zúročením 6 % p. a., z jejichž úroků se podle tehdejších právních předpisů nemusela platit daň, a Babiš tedy vydělával nezdanitelných 90 milionů korun ročně.
Pozorovatelé (poslanci za ČSSD a TOP 09 a novináři z Deníku, E15 a Echo24) však podle Babišových daňových přiznání usuzovali, že neměl na koupi oněch dluhopisů dostatečný vlastní kapitál, jelikož podle Babišova předchozího tvrzení dosáhly jeho čisté příjmy po zdanění v období 1993–2013 pouze 1,11 miliardy Kč, a to bez zohlednění jeho soukromých nákladů. Babiš přitom koupil první část dluhopisů za 1,252 miliardy Kč v roce 2013. Původ veškerých peněz, za které si dluhopisy koupil, tedy nebyl znám. Peníze takto Babišem investované do Agrofertu byly navíc za netržní, vysoký úrok, a tím mohlo dojít jak k poškozování Agrofertu, tak i ke krácení daní podle zákona o daních z příjmu. Agrofert totiž započítával úroky za dluhopisy do svých provozních nákladů. U něj by tak mohlo jít o krácení daně z příjmu akciové společnosti ve výši cca 22,8 milionu Kč ročně.
Dne 4. ledna 2017 bylo na Andreje Babiše podáno trestní oznámení pro porušení povinnosti při správě cizího majetku ve smyslu § 220 trestního zákoníku a pro zkrácení daní, poplatků a podobných povinných plateb ve smyslu § 240 trestního zákoníku. V září 2017 bylo podezření, že transakce je spojena s krácením daně, hodnoceno Policií ČR jako velmi vážné. Trestní oznámení (bod 26) taktéž obsahovalo podezření, že si Babiš na nákup dluhopisů půjčil, například od Agrofertu nebo jiné dceřiné společnosti, za netržní úrok, čímž by se také jednalo o poškozování společnosti Agrofert. Důležitým právním předpokladem trestního oznámení proti Babišovi byla skutečnost, že Nejvyšší soud v usnesení z roku 2009 o jednom precedentním případu stanovil, že „majetek akciové společnosti jako právnické osoby je pro jejího akcionáře majetkem cizím“.
Babišovými příjmy se zabýval pořad Reportéři ČT, díl „Ministerské počty“, který byl uveden 30. ledna 2017. Babiš se v něm odmítl ke svým příjmům vyjádřit. Ve středu 15. března 2017 Poslanecká sněmovna rozhodla, že musí do konce dubna nesrovnalosti vysvětlit a odpovědět na celkem 22 nejasností ohledně korunových dluhopisů. Tehdejší ministr financí Babiš poslal jako vysvětlení dopis. Situace vyvrcholila vládní krizí a demonstracemi proti Babišovi a Zemanovi, usnesením Poslanecké sněmovny, že „místopředseda vlády a ministr financí Andrej Babiš ve svých veřejných vystoupeních opakovaně lhal a zneužíval svá média ke kompromitaci politických soupeřů“ a nakonec i odvoláním Babiše z pozice ministra.
V únoru 2018 zveřejnilo Forum24 informaci, že Andreje Babiše prověřuje Národní centrála proti organizovanému zločinu kvůli prodeji akcií společnosti Profrost z holdingu Agrofert právě Agrofertu a manažerce Profrostu Simoně Sokolové. Prodejem akcií měl Andrej Babiš na korunové dluhopisy získat finanční prostředky. Podle údajů serveru mohl být prodej podílu firmy uměle více než šestkrát předražený a mohlo tak dojít k daňovému úniku přes 100 milionů korun.
V říjnu 2018 potvrdila obvodní státní zástupkyně pro Prahu 4 Blanka Valsamisová, že se případem korunových dluhopisů zabývá na základě podezření ze spáchání trestného činu porušení povinnosti při správě cizího majetku dle § 220 odst. 1 a 3 trestního zákoníku. Na konci října 2018 však vyšetřovatelé z městského státního zastupitelství sloučili několik trestních oznámení do jednoho a případ odložili, neboť nešlo o podezření z trestného činu.

### Únik informací z ČEZ
V srpnu 2018 se Policie začala zabývat trestním oznámením na Andreje Babiše ohledně nelegálního úniku informací z ČEZ s podezřením ze spáchání trestných činů zneužití informace a postavení v obchodním styku s trestní sazbou pět až deset let. Při prodeji bulharské části společnosti ČEZ bulharské společnosti Inercom a arbitrážním řízení ČEZu s Bulharskem ve výši 15 miliard korun došlo k úniku důvěrných informaci. Bulharský premiér Bojko Borisov přitom v parlamentu potvrdil, že důvěrné dokumenty dostal přímo od Andreje Babiše. Ten toto obvinění popřel.

### Ovlivňování Finanční správy
Ze sestříhaného záznamu odposlechu Babiše, který publikovala na webu Skupina Julius Šuman dne 27. srpna 2017, novináři několika deníků dovozují, že Babišovy výrazy „…jedeme po nich“ a „…ty naši klekli na tu FAU Přerov, takže to je v insolvenci, obstavený účty, vagóny.“ v podstatě mohou znamenat, že Andrej Babiš jako ministr financí cíleně ovlivnil Finanční správu tak, aby pomocí zajišťovacích příkazů DPH de facto zlikvidovala firmu FAU Přerov. Krajský soud v Ostravě označil právní výklad finanční správy za absurdní a rozhodl, že Finanční správa postupovala nezákonným způsobem. Posléze se vyjádřili majitelé firmy FAU, že budou po státu žádat náhradu škody. Tisková mluvčí Finanční správy Gabriela Štěpanyová naznačené souvislosti odmítla, stejně tak mluvčí Agrofertu Karel Hanzelka odmítl jakoukoliv spojitost holdingu s firmou FAU. Hospodářské noviny však uvedly, že Agrofert měl o sklad, v němž se také přimíchávala biopaliva do nafty a benzinu, zájem, ale firma FAU ho nechtěla prodat. Bohuslav Sobotka z pozice premiéra požádal o prošetření případu ministerstvo financí, které obratem poukázalo na již probíhající řešení dvou kasačních stížností spjatých s případem u Nejvyššího správního soudu. Podle Sabiny Slonkové odposlech také svědčí o tom, že Andrej Babiš měl informace z daňového řízení, které je neveřejné a probíhá výhradně mezi daňovým subjektem a finančním úřadem. Na popud ministra vnitra Milana Chovance se případem zabývá policie. Podle ministra Jurečky by měla policie vyšetřit, zda jsou nahrávky pravé, nebo jde o sestříhané kousky zvukového záznamu. Firma FAU následně spor s Finanční správou vyhrála, jelikož Nejvyšší správní soud kasační stížnost této státní instituce zamítl. Podle právního zástupce FAU Alfréda Šrámka to otevírá cestu k náhradě škody od státu ve výši přes jednu miliardu korun.
Babiš odmítl, že by finanční a celní správu zneužíval a úkoloval. Finanční správa se vyjádřila, že pracuje samostatně na základě vlastní analytické činnosti, nikoliv na základě zadání.

### Vlastnictví a ovlivňování médií

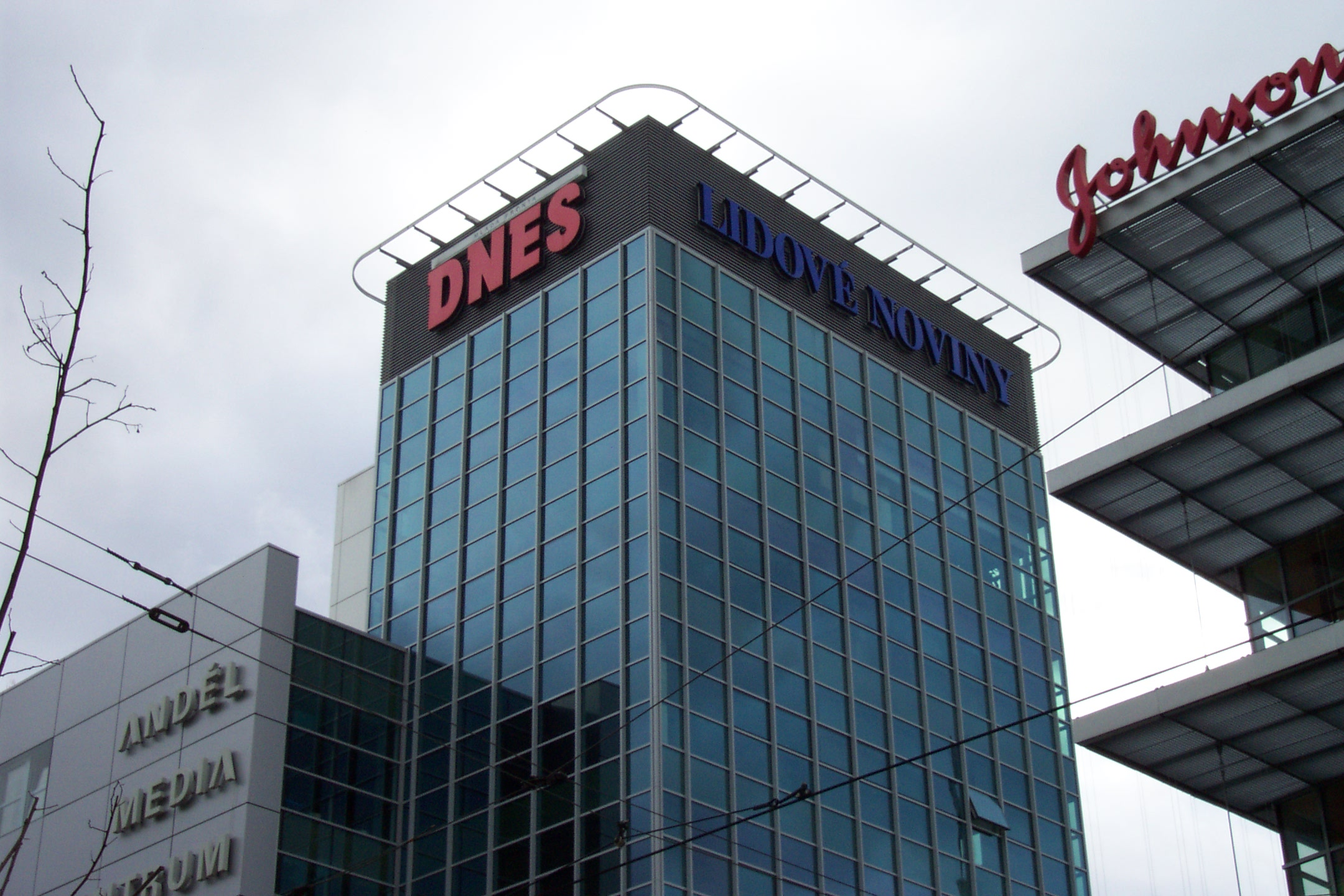
Kancelářský komplex postavený pro média spadající pod skupinu MAFRA, kterou vlastní Babišova firma Agrofert

Andrej Babiš koupil v roce 2013 za 2,4 miliardy korun od německé společnosti Rheinisch-Bergische Verlagsgesellschaft vydavatelství MAFRA s deníkem MF DNES, portálem iDNES.cz i Lidovými novinami. Cena byla velmi vysoká, protože odpovídala čtyřicetinásobku ročního zisku, což neodpovídá standardním byznysovým důvodům koupě. V roce 2019 měla MAFRA ztrátu 868 miliónů korun, v roce 2020 pak 113 milionů korun. Podle tehdejšího šéfredaktora MF Dnes Roberta Čásenského tím fakticky vyřadil z provozu jeden z nejvýznamnějších zdrojů investigativní a kritické žurnalistiky své doby a strhl na sebe významnou mediální pozornost. K MAFŘE pak přikoupil ještě celostátní Rádio Impuls a časopisecké vydavatelství Bauer Media.
V červnu 2013, krátce poté, co Agrofert uskutečnil akvizici vydavatelského domu Mafra, Andrej Babiš na tiskové konferenci deklaroval: „Já můžu tady veřejně prohlásit na zdraví mojich čtyř dětí a dvou vnuček, že já v žádném případě nebudu nikdy zasahovat do práce redaktorů v Mafře.“ Během května 2017 se ovšem na anonymním twitterovém účtu objevily nahrávky, na kterých Andrej Babiš hovořil s tehdejším redaktorem Mladé fronty Dnes Markem Přibilem o připravovaných článcích. Na nahrávce majitel deníku diskutuje o tom, kdy by se v novinách měly publikovat materiály proti ministru zdravotnictví Ludvíkovi a ministru vnitra Chovancovi. Andrej Babiš následně autenticitu nahrávek potvrdil, nicméně je označil za zmanipulované se záměrem ho vyprovokovat. „On (Marek Přibil) mi tam něco podsouval, já jsem to kopal od sebe. Ten rozhovor byl nepříjemný, byla to provokace, teď už to vím.“ Zároveň podal trestní oznámení. Podle právníka Aleše Rozehnala by se Babiš ovlivňováním obsahu dopustil trestného činu podplacení dle § 332 tr. zák.
V reakci na uniklé nahrávky vydali redaktoři Mladé fronty Dnes a iDnes.cz společné prohlášení, ve kterém označují chování svého kolegy za ojedinělý exces a požadují, aby vedení vydavatelství podobným situacím zabránilo. Redaktoři, kteří se podepsali pod prohlášení, tvrdí, že hnutí ANO Andreje Babiše nemá jakoukoli možnost skrytě ovlivňovat nebo manipulovat obsah článků v Mladé frontě Dnes nebo na iDNES. Prohlášení podepsalo přes 150 redaktorů. Podle svědectví novináře Jana Novotného, který opustil redakci Mladé fronty DNES, ovšem Babiš volá samotným novinářům, zakazuje jim témata, říká, co mohou psát. Šéfredaktor Jaroslav Plesl prý upravuje texty podle přání ministra financí. Další z bývalých novinářů Mladé fronty DNES, Martin Biben, také v otevřené výpovědi zpochybnil, že by šlo o chybu jednotlivce. Podle deníku Forum 24, který analyzoval zapojení českých médií do medializace některých dřívějších kauz týkajících se vrcholných českých politiků, byl deník Mladá fronta DNES v těchto dřívějších kauzách „dominantním aktérem“, zatímco v souvislosti s kauzami týkajícími se Andreje Babiše je tento deník „spíše jen pasivním komentátorem“, který je „mnohdy […] více aktivní v [jejich] bagatelizování a relativizování“.
Na středu 10. května 2017 byla kvůli kauze na návrh opoziční ODS a TOP 09 svolána mimořádná schůze Poslanecké sněmovny. Ta se mimo jiné usnesla, že Andrej Babiš „ve svých veřejných vystoupeních opakovaně lhal a zneužíval svá média ke kompromitaci politických soupeřů“.
V září 2018 redakci Lidových novin, které již patřily do svěřenského fondu Andreje Babiše, opustila dlouholetá redaktorka Petra Procházková kvůli textu článku o fiktivní organizaci dětského červeného kříže, který podporoval stanovisko Andreje Babiše ohledně přijetí syrských válečných sirotků, a který redakce obdržela přímo od jeho asistentky, a který poslala údajná prezidentka fiktivní organizace přímo Andreji Babišovi. Spolu s dalšími redakci opustili i další redaktoři, např. Martin C. Putna a Lukáš Rous.
V červnu 2023 Sněmovna schválila tzv. lex Babiš, což je zpřísňující novela zákona o střetu zájmů, která zakazuje politikům vlastnictví médií a přijímání dotací. Média nebudou moci politici převádět na osobu blízkou nebo do svěřenského fondu, za porušení povinností budou hrozit vyšší pokuty.

### Zásah v GIBS
V únoru a březnu 2018 provedlo Ministerstvo financí České republiky kontrolu Generální inspekce bezpečnostních sborů (GIBS) několik dní poté, co její šéf Michal Murín zprvu odmítl výzvu Andreje Babiše, v tu dobu premiéra v demisi, aby rezignoval na svoji funkci. Státní úřady přitom obvykle kontroluje Nejvyšší kontrolní úřad (NKÚ).[zdroj?] Svou iniciaci tohoto zásahu potvrdil na půdě sněmovny sám Babiš. Podle názoru internetového magazínu Neovlivní.cz se tak dostal do střetu zájmů, jelikož jej Policie ČR tehdy ještě vedla jako trestně stíhanou osobu. Magazín dovozoval, že pomocí personálních změn Babiš mohl v onom období oslabit pozici vyšetřovatele své tehdy neuzavřené kauzy Čapí hnízdo Pavla Nevtípila. Podle tvrzení magazínu provedlo ministerstvo financí na GIBS „totalitní inspekční kontrolu“, údajně v zemích Evropské unie nepřípustnou, což magazín dokládal podmínkami přistoupení České republiky k EU, kapitolou 28 (finanční kontrola). Magazín se domníval, že šlo o cílenou a předtím neplánovanou kontrolu, provedenou pro osobní nebo politický zájem. Při tom prý neexistovala zákonná možnost odvolat Michala Murína z jeho funkce, pokud nebyl trestně stíhán nebo proti němu nebyla vedena kárná žaloba. Andrej Babiš byl podle Echo24.cz přesto rozhodnut Murína odvolat z funkce nebo ho postavit mimo službu. Murín sám krátce nato napsal v otevřeném dopise, že „nevidí pro své odvolání jediný závažný důvod“.
Stanovisko shodné s premiérem zastával naopak nejvyšší státní zástupce Pavel Zeman ve svém přípisu Babišovi z března 2018, avšak ani on tehdy ještě nepodal oficiální podnět ke kárnému řízení proti Murínovi. K Murínově kauze však v přípisu Babišovi citoval opatření Olomouckého státního zastupitelství, předané premiérovi „k projednání případného kázeňského přestupku dle zákona č. 361/2003 Sb.“ (Zákon o služebním poměru příslušníků bezpečnostních sborů). Murínovým kázeňským přestupkem mělo být jeho „chování v souvislosti s prověřováním úniků informací“. Během dubna 2018 Michal Murín avizoval svůj odchod z GIBS a poté skutečně na svoji funkci rezignoval.[zdroj?] Výběr Radima Dragouna, který se posléze stal Murínovým nástupcem v čele GIBS, považovaly české parlamentní opoziční strany za netransparentní. Zástupci ODS, Pirátů a KDU-ČSL projevili výhrady k výběru členů komise, která Dragouna zvolila.[zdroj?]

### Společnost IMOBA
Skupina Julius Šuman uveřejnila počátkem června 2017 obsáhlou analýzu podnikatelských vztahů okolo společnosti IMOBA. Analýza dochází k závěru, že transakcemi kolem společnosti si Andrej Babiš ze společnosti vyvedl přes daňové ráje a firmy PLASTAGRA, FERTAGRA a Synbiol během svého působení na Ministerstvu financí více než 2 miliardy korun, což je hodnoceno[kým?] jako vyhýbání se dani z dividend a stát tak připravil na daních o více než 300 miliónů korun.

### Spor s Echo24
V červnu 2013 koupila Babišova skupina Agrofert mediální skupinu MAFRA, pod kterou patří i celostátní deník Lidové noviny. Z Lidových novin poté odešlo několik redaktorů včetně šéfredaktora Dalibora Balšínka. Balšínek s některými bývalými redaktory pak založili zpravodajský server Echo24 a vytkli si za cíl „být protiváhou oligarchizovaným českým médiím“.
Dne 22. března 2014 server Echo24 zveřejnil rozhovor redaktora Daniela Kaisera s Helenou Válkovou, ministryní spravedlnosti za ANO 2011. Rozhovor se týkal mimo jiné Babišova zbohatnutí, jeho údajné spolupráce se Státní bezpečností a možného ovlivňování obsahu novin ve prospěch ANO 2011. Dalším tématem rozhovoru bylo postavení Čechů za Protektorátu. Babiš označil Echo24 za projekt, který byl vytvořen za účelem napadat jeho samotného a jeho hnutí, a redaktory Echo24 za „tuneláře, kteří vytunelovali Lidové noviny, udělali tam 50 milionů ztrátu a fandili ODS.“ Za celou věcí měli podle něj stát místopředseda TOP 09 a bývalý ministr financí Miroslav Kalousek a ředitel ČEZ Martin Roman. Babiš dále prohlásil: „Doufám, že váš bílý kůň, ten Klenor, má dostatečně velké majetkové přiznání, aby prokázal potom ty vaše náklady.“ Podle některých autorů, například Adama Drdy z Revolver Revue, Jiřího X. Doležala z Reflexu, bývalého politika Miroslava Macka nebo serveru MediaGuru tím z pozice ministra financí pohrozil investorovi deníku Janu Klenorovi finanční kontrolou. Podle Drdy tím navíc vyhrožoval potenciálním konkurentům svých periodik. Šéfredaktor Balšínek všechna Babišova nařčení odmítl. Babiš se později za svá slova omluvil s tím, že nemá a nikdy neměl v úmyslu prověřovat hospodaření zpravodajského serveru. Dále uvedl, že má problém si zvyknout na to, že jako politik nemůže říkat, co si doopravdy myslí.
Počátkem května 2014 v redakci Echo24 skutečně proběhla kontrola z finančního úřadu. Podle redakce nebyly při kontrole nalezeny žádné nesrovnalosti.

### Spolupráce s ÚOOZ
Podle investigativního novináře Janka Kroupy se stal Babiš v roce 2006 informátorem Útvaru pro odhalování organizovaného zločinu (ÚOOZ). Původně Babiše útvar sledoval kvůli podezření, že by mohl být zapleten do vraždy Františka Mrázka, důležité postavy českého podsvětí, toto podezření se ale nepotvrdilo. Babiš poté nabízel jednomu z detektivů buď peníze, nebo kariérní růst, nakonec se stal jeho informátorem. V roce 2016 protestoval proti reorganizaci policejních útvarů, v rámci které byl ÚOOZ sloučen s Útvarem odhalování korupce a finanční kriminality do Národní centrály proti organizovanému zločinu.

### Výroky o táboře v Letech
Počátkem září 2016 vzbudily pozornost a kritiku Babišovy výroky o romském koncentračním táboře v Letech. Podle jeho vyjádření při návštěvě Varnsdorfu novináři o táboru lžou, nešlo o koncentrační, nýbrž pracovní tábor. Dále to spojil s otázkou (ne)pracujících Romů: „Byly doby, kdy všichni Romové pracovali. To, co píší v novinách, ti blbečci, že tábor v Letech byl koncentrák, to je lež, byl to pracovní tábor. Kdo nepracoval, šup a byl tam.“ Po ostré kritice jiných vrcholných politiků zprvu uvedl, že jen citoval slova svého známého a že byl výrok vytržený z kontextu, později se za výrok omluvil. Dodatečně oznámil, že na pietní místo v Letech osobně zavítá a sežene peníze na výkup vepřína a výstavbu památníku. Návštěvu podnikl spolu s ministrem kultury Danielem Hermanem a ministrem spravedlnosti Robertem Pelikánem v úterý 6. září.

### Demonstrace a občanské výzvy proti Andreji Babišovi

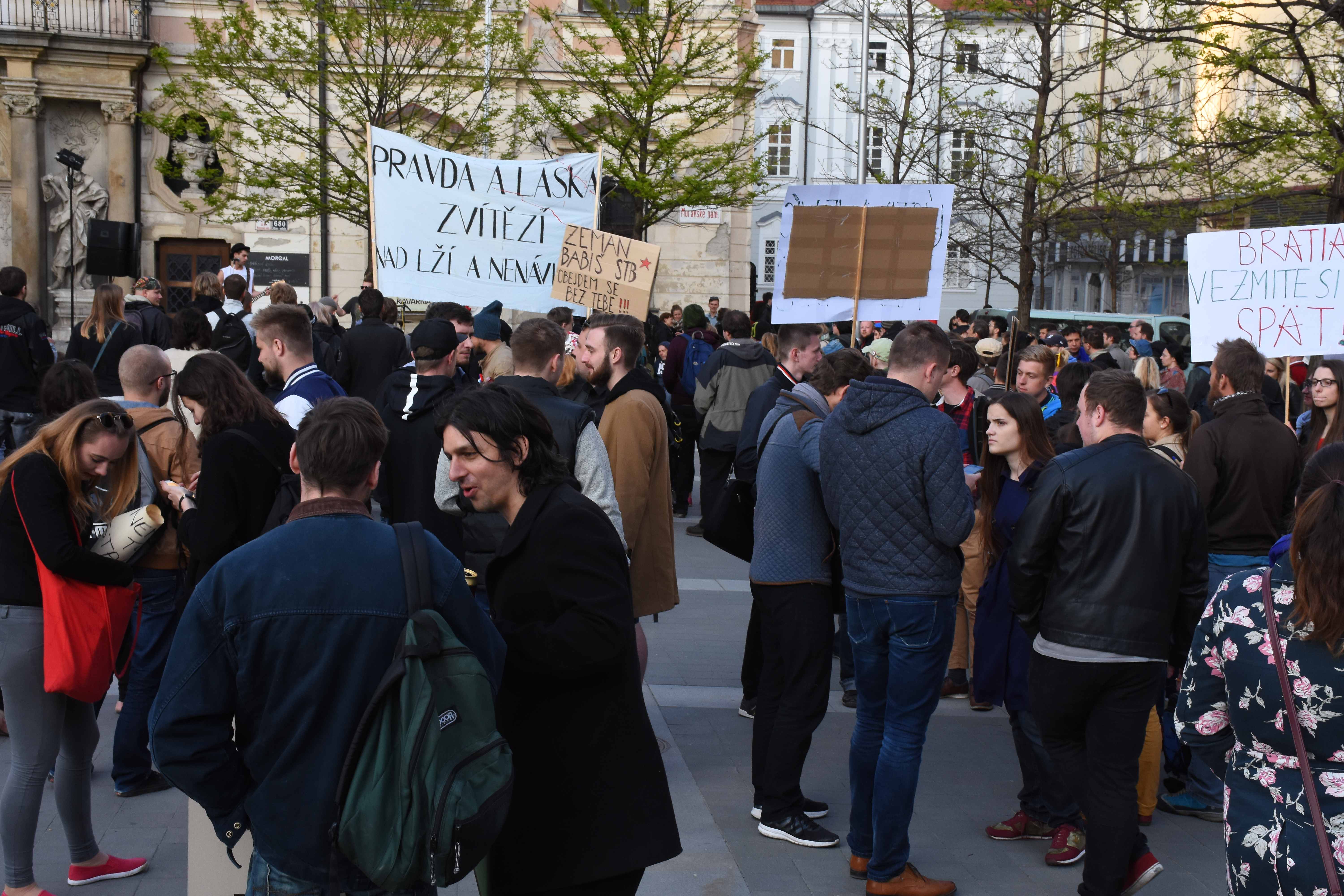
Jedna z prvních demonstrací proběhla 10. května 2017 i v Brně.

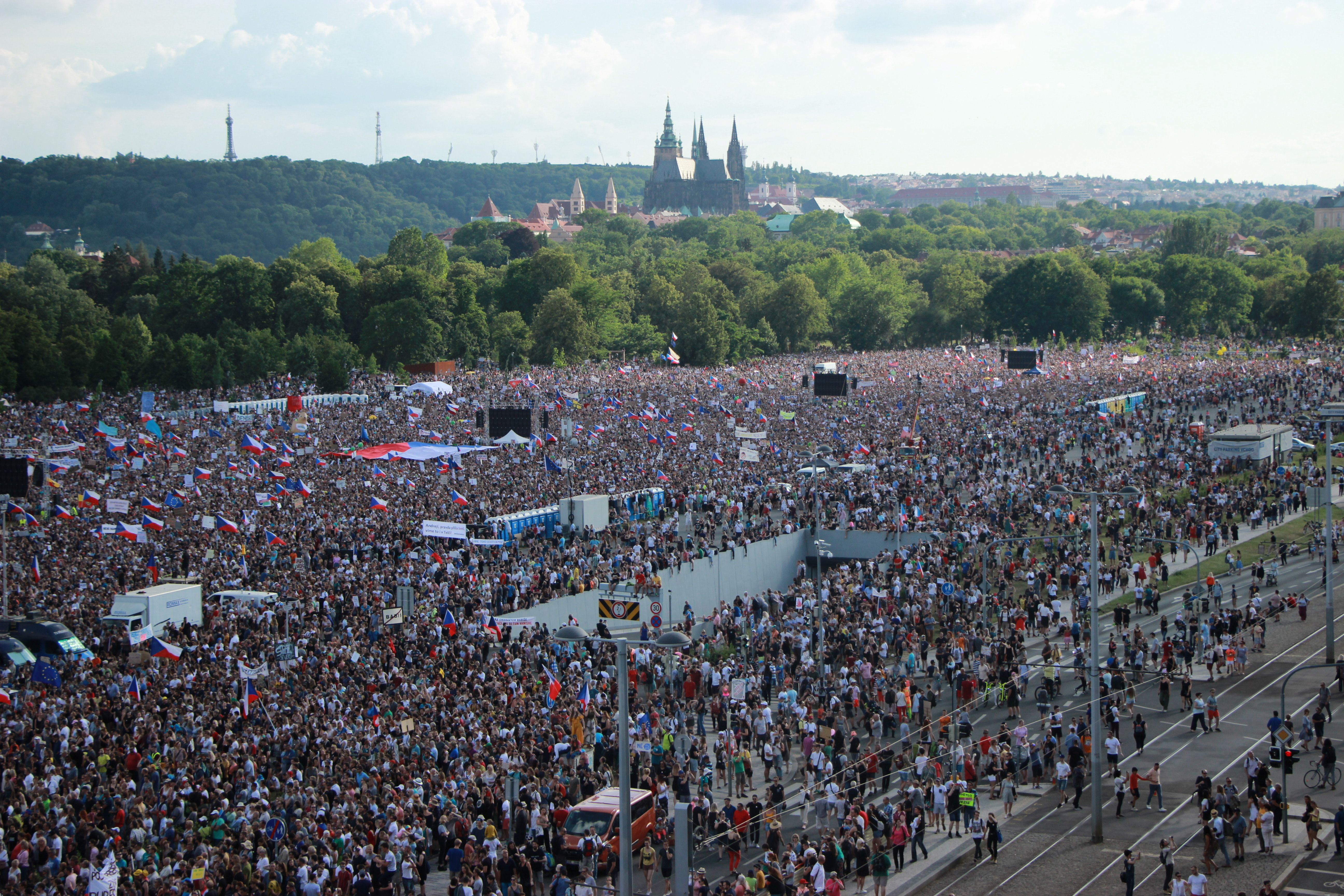
Demonstrace 23. června 2019 v Praze na Letné volající po rezignaci Andreje Babiše z postu předsedy vlády se počtem 250 tisíc účastníků stala největší v Česku od roku 1989.

Dne 10. května 2017 se na náměstích sedmi krajských měst České republiky konaly demonstrace za Babišovo odstoupení z vládních funkcí a Zemanovo odstoupení jako prezident. Důvodem byly Babišovy „oligarchické manýry“ a Zemanovo „nepojmenovatelné chování“. Organizátorkou pražské demonstrace byla občanka Šárka Fialová. V Praze demonstranti zaplnili horní polovinu Václavského náměstí. Podle odhadů organizátorů přišlo 20 až 30 tisíc protestujících, podle Českého rozhlasu jich však bylo výrazně méně, odhadem 8 300. Operátor T-Mobile odhadl počet demonstrujících na 19 tisíc. V Brně protestovalo zhruba 4 000 lidí, v Českých Budějovicích, Liberci, Plzni, Olomouci a Zlíně to byly stovky lidí. Sám Babiš počet demonstrujících bagatelizoval slovy: „Z mého pohledu to nebyla až taková velká masa, to co bylo na Václaváku, tak to mám tolik lajků k jednomu výroku ve sněmovně na Facebooku“.
Dne 17. listopadu 2017 předala skupina studentů okolo Mikuláše Mináře osobně Andreji Babišovi výzvu „Chvilka pro Andreje“, v níž jej žádali, aby po vítězství ANO 2011 v parlamentních volbách a v průběhu vedení vlády dodržoval své sliby o zachovávání demokracie. Výzva obsahovala deset konkrétních bodů, které odkazovaly na Babišovu předvolební „smlouvu s občany ČR“. Studenti mimo jiné žádali, aby se Babiš nechal vydat trestnímu stíhání, aby prodal svá média a stát neřídil jako firmu. Během prvních tří měsíců od zveřejnění získala výzva přes 25 tisíc signatářů z řad studentů, profesorů, politiků, novinářů, bývalých chartistů i běžných občanů. Andrej Babiš projevil zájem se s iniciátory výzvy setkat, ti však následně vyjednávali podmínky takového setkání – nechtěli se s ním totiž setkat za zavřenými dveřmi v sídle hnutí ANO 2011, ale veřejně.
Po sto dnech, 25. února 2018, u příležitosti 70. výročí komunistického puče v Československu, spustila tatáž skupina, nově pod hlavičkou spolku Milion Chvilek, z. s., kampaň Milion chvilek pro demokracii. Jejím prvním projektem byla nová výzva nazvaná „Chvilka pro rezignaci“. Andrej Babiše v ní označili za trestně stíhaného člověka vedeného jako agent StB a vyzvali ho k odstoupení z jeho politických funkcí. Původním cílem bylo za sto dní nasbírat jeden milion podpisů, což se nepodařilo, ale do 5. června 2018 výzvu podepsalo více než 254 tisíc lidí napříč celou společností včetně řady známých osobností a sběr podpisů pokračoval i dále, takže do konce června 2019 bylo již signatářů přes 420 tisíc.
Další tři demonstrace svolala iniciativa Milion chvilek pro demokracii na přelomu května a června 2018.
Dne 21. srpna 2018 byl na pietní připomínce událostí srpna 1968 před českým rozhlasem Andrej Babiš vypískán více než pětisetčlenným skandujícím davem. Jeho projev, i projev šéfa sněmovny Radka Vondráčka, byl přehlušen pískotem.
Dne 15. listopadu 2018 se kvůli trestnímu stíhání Andreje Babiše i nejasností okolo únosu jeho syna konala demonstrace na Václavském náměstí pořádaná aktivistickou skupinou AUVA. Zúčastnilo se jí až 5000 lidí, kteří volali po demisi Andreje Babiše.
Další protestní shromáždění požadující demisi premiéra Babiše již probíhala téměř výhradně v režii spolku Milion chvilek, případně ve spolupráci s ním. V listopadu 2018 se lidé sešli na dvou demonstracích mj. i v souvislosti s čerstvě prezentovanými zprávami o údajném únosu premiérova syna na Ruskem okupovaný poloostrov Krym. Výměna na postu ministra spravedlnosti, kde byla v kontroverzní situaci na místo Jana Kněžínka dosazena Marie Benešová, odstartovala na jaře následujícího roku sérii demonstrací konajících se každý týden od 29. dubna do 11. června 2019.
Demonstrace na Václavském náměstí v úterý 4. června 2019 se podle odhadů organizátorů účastnilo 120 000 lidí. Série protestů vyvrcholila před letními prázdninami 23. června 2019 demonstrací s názvem „Je to na nás!“ konanou na Letenské pláni v Praze, jež s počtem přes 250 tisíc účastníků byla největším shromážděním v Česku od Sametové revoluce.
Další velkou demonstraci proti Andreji Babišovi svolal spolek Milion Chvilek na 16. listopadu 2019 opět na Letnou. Na akci se sešlo podle odhadů 250 000 až 300 000 lidí, tedy podobný počet jako v červnu. Organizátoři dali premiérovi ultimátum do 31. prosince 2019, aby odvolal ministryni spravedlnosti Marii Benešovou a zbavil se Agrofertu, nebo aby odstoupil. V opačném případě hodlá spolek svolat další demonstrace, během kterých prý budou „daleko kreativnější“.
Babiš na konci srpna 2018 v TV Barrandov řekl, že „lidé, co na něj pískali, byli zaplacení a že jde o politické odpůrce na objednávku“. Tuto nepravdivou informaci veřejně zopakoval. Účastnice demonstrací Jana Filipová Babiše za jeho výroky zažalovala a prvoinstančně u soudu uspěla. Soudkyně Kačerová rozhodla, že se žalovaný musí omluvit, neboť „Takový přístup nejvyššího státního představitele k demokratickým aktivitám je značně nežádoucí; a znemožňuje seriózní politickou diskusi.“ Demonstranti sice musí snést kritiku v rozumné míře, „nejsou však povinni tolerovat nepravdivou kritiku, křivá obvinění a dehonestaci svého přesvědčení“. Andrej Babiš se omluvit odmítl a proti rozsudku se rozhodl odvolat. Středočeský krajský soud odvolání vyhověl a rozhodl, že Babiš se omlouvat nemusí. Podle soudkyně: Žena (Jana Filipová) neprokázala, že ji Babiš svými výroky poškodil. Navíc si zjednala satisfakci sama, protože opakovaně vyvracela Babišova slova v médiích. Podle dlouholeté judikatury se pak v takovýchto případech podle předsedkyně senátu již nepřiznává zadostiučinění u soudu. Navíc podle soudu vyjádření Babiše nesměřovalo vůči Filipové. Hovořil o skupině lidí, která proti němu protestuje již rok a půl, účastní se všech mítinků, a byla dokonce na jeho svatbě. Filipová se přitom zúčastnila až červencové demonstrace, krátce před tím, než Babiš své tvrzení pronesl. Filipová označila rozsudek za nespravedlivý a oznámila, že se odvolá k Nejvyššímu soudu.

### Zelená perla 2013
V roce 2014 obdržel anticenu Zelená perla 2013 za svůj výrok: „My se jednou asi z té demokracie poděláme, všichni. Jak jinak totiž vysvětlit to, že se tu k dálnici vyjadřuje i jezevec, ekologický terorista a taky každý starosta chce mít výjezd.“

### Bludný balvan 2018
Roku 2019 obdržel spolu s Tomio Okamurou, Věrou Adámkovou a „dalšími hvězdami politického nebe“ zlatý bludný balvan v kategorii družstev za „blábolení a šíření pitomostí v oblasti zdravotnictví a vědy“. Během laudatia byly zmíněny jeho výroky o homeopaticích v pořadu Otázky Václava Moravce.

### Výroky na adresu europoslanců
Na konci února 2020 vzbudil Babiš pozornost svými výroky na adresu europoslanců, kteří se účastnili kontrolní mise Výboru Evropského parlamentu pro rozpočtovou kontrolu (CONT) do Česka a měli prošetřovat údajný Babišův střet zájmů (viz #Střet zájmů a svěřenské fondy). Členové výboru se zaměřili na zkoumání, zda není česká právní ochrana před střety zájmů všeobecně slabá nebo dokonce nedostatečná a na druhou stranu proces povolování dotací menším podnikům příliš komplikovaný. Předsedkyně výboru Monika Hohlmeierová se k tomu vyslovila tak, že podle ní nešlo u tohoto znevýhodnění menších podniků o náhodu, nýbrž o záměr. Babiš posléze označil německou europoslankyni Hohlmeierovou za pomatenou a české europoslance Mikuláše Peksu a Tomáše Zdechovského za vlastizrádce. Babišovy výroky vyvolaly řadu nenávistných reakcí na sociálních sítích a všem třem europoslancům bylo údajně vyhrožováno fyzickou likvidací. Proti Babišovým výrokům se ohradili politici z řad KDU-ČSL, Pirátů a dalších opozičních stran. Zdechovský prohlásil, že se proti označení za vlastizrádce hodlá bránit právní cestou.
Andrej Babiš později v rozhovoru na Frekvenci 1 připustil, že to svými výroky „asi přehnal.“ Mikuláš Peksa i Tomáš Zdechovský však Babišovu omluvu zpochybnili. Zdechovský kritizoval, že se Babiš nedistancoval od lidí, kteří europoslancům vyhrožovali, Peksa poukázal na to, že po omluvě Babiš napsal na Twitter, že dotyční europoslanci poškozují zemi.

### Údajné šíření vlivu mocností
Podle analýzy neziskové organizace Evropské hodnoty z roku 2022 napomáhá Andrej Babiš v České republice šířit vliv Číny a Ruska, přičemž více ho šíří už jen bývalý předseda sněmovny Radek Vondráček (ANO) a poslanci strany SPD.

### Kauza Pandora Papers
Andrej Babiš byl jedním z aktérů uvedených v seznamu Pandora Papers, který vytvořilo Mezinárodní konsorcium investigativních novinářů (ICIJ). Z více než 300 Čechů, kteří jsou uvedeni v seznamu, zveřejnil server Investigace.cz před volbami do Poslanecké sněmovny v říjnu 2021 pouze jméno Andreje Babiše. Seznam shromáždil osoby podílející se na daňových únicích, přesunu financí do daňových rájů a praní špinavých peněz. Pandora Papers obsahovaly data o přesunu údajně nezdaněných 22 milionů dolarů (necelých 400 milionů korun) Andrejem Babišem do zahraničí skrze jeho offshorové firmy. Britský deník The Guardian napsal, že v roce 2009 Babiš skrze „spletitou strukturu zahraničních firem“ a „tajné půjčky“ přesunul z Česka bez zdanění finance na nákup nemovitostí ve Francii, mimo jiné zámečku Château Bigaud v městečku Mougins severně od Cannes na Azurovém pobřeží a okolních pozemků. Podle poslanců, kteří se seznámili s dokumenty z těchto obchodů, se nejednalo o praní špinavých peněz.

### Výroky na adresu Lukáše Wagenknechta
V dubnu 2023 se na základě rozhodnutí soudu Babiš omluvil senátorovi za Piráty Lukáši Wagenknechtovi, kterého v roce 2019 označil za udavače a obvinil jej, že Česko připravil o stovky milionů korun.

### Green Deal

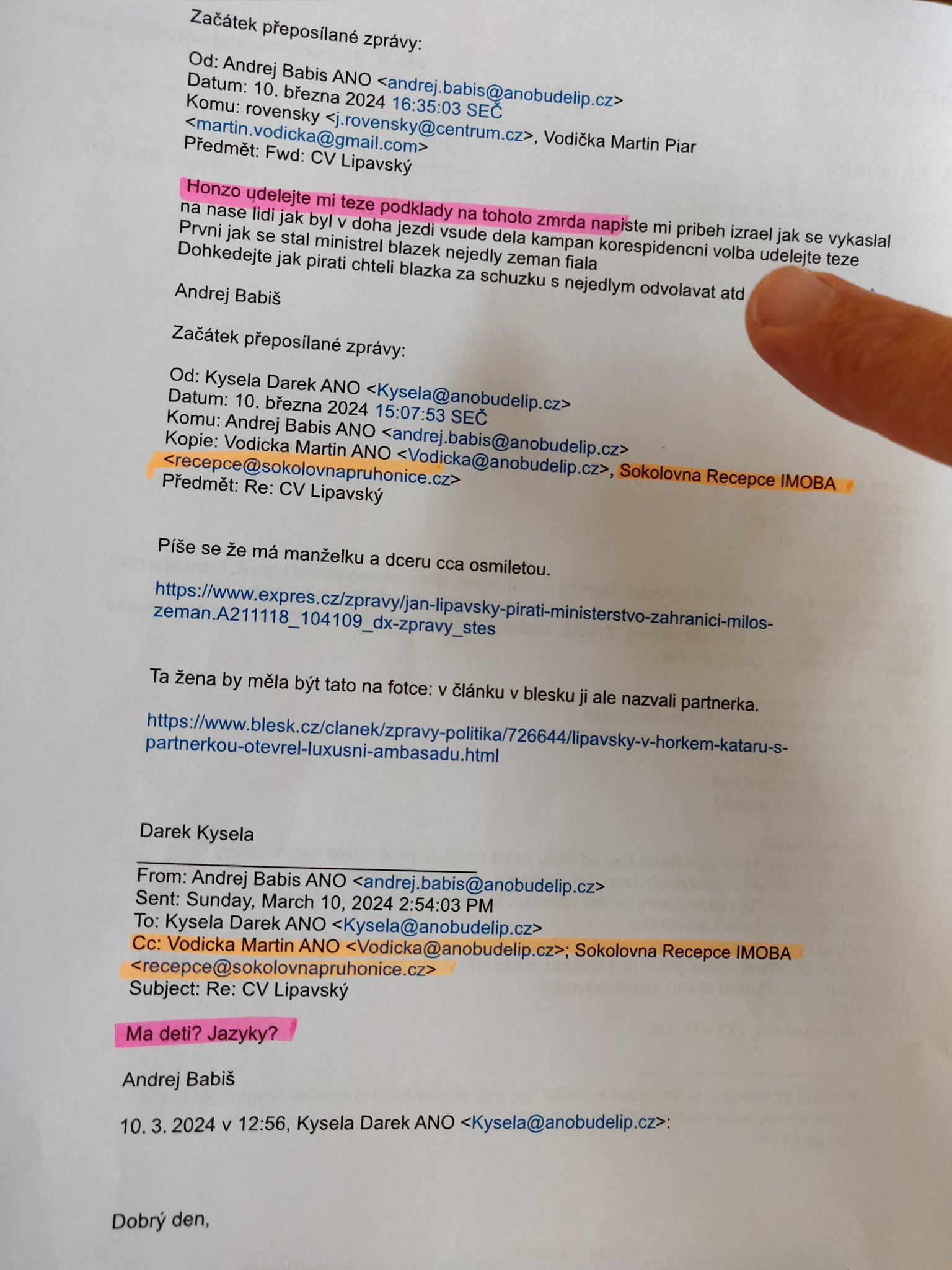
Andrej Babiš si o víkendu (10. března 2024) od svých spolupracovníků vyžádal citlivé informace o ministru zahraničních věcí Janu Lipavském.

Svůj souhlas s Green Dealem (Zelená dohoda pro Evropu) Babiš obhajoval v lednu 2022, protože podle něj „nezúčastnit se dohody znamená nebýt v Evropské unii“, a také „tisíci miliardami“, které dostane ČR v rámci dotací (větší část bude muset být však českými daňovými poplatníky nejprve zaplacena). V Parlamentu při pokusu o vyslovení nedůvěry vládě Babiš kritizoval premiéra Petra Fialu za vyjednávání ohledně Green Dealu. Vyčetl mu, že on při schvalování návrh Green Dealu „opakovaně celou noc vetoval“, zatímco Fiala na něj přistoupil. Ministr dopravy Martin Kupka (ODS) v následujícím vystoupení řekl, že podle záznamu ze schůzky k vetování Green Dealu ze strany ČR nedošlo. Podle britského tisku se Babiš ke schválení Green Dealu přidal po dohodě, že bude zvýhodněna jaderná energie. Jaderná energie byla Evropskou komisí dočasně zařazena mezi zelené zdroje na jaře 2022 po společném postupu vlády Petra Fialy a vlád Francie a Polska.

### Kompro na Lipavského
Dne 10. března 2024 poptával Andrej Babiš kompromitující informace na Jana Lipavského (Piráti) a jeho rodinu včetně dětí, což způsobilo širokou kritiku. Sám Lipavský to označil za nechutné. Andrej Babiš tak zřejmě reagoval na předchozí Lipavského vyjádření pro Českou televizi, ve které ministr označil bývalého premiéra za „bezpečnostní riziko“. Babiš nejprve reagoval větou „Orel much nelapá“.

### Odmítnutí zvyšování věku odchodu do důchodu
Dne 23. března 2024 se na jednání s prezidentem k důchodové reformě sešli ministr práce a sociálních věcí Marian Jurečka (KDU-ČSL) a zástupci opoziční strany ANO Alena Schillerová, Karel Havlíček a Aleš Juchelka. Výstup diskuze shrnul prezident Petr Pavel na následné tiskové konferenci; podle něj se shodli, že zvyšování hranice odchodu do důchodu je nevyhnutelné, což zástupci ANO na tiskové konferenci nerozporovali. Podle záznamu prezidentova poradce Vladimíra Bezděka ale zástupci ANO na jednání pouze "nezpochybnili nutnost zvyšování věkové hranice pro odchod do důchodu, nicméně nesouhlasili s konkrétním navrženým způsobem". Babiš místo účasti na schůzce odjel na dovolenou. Dne 3. dubna Andrej Babiš zveřejnil na sociálních sítích video, ve kterém odmítl zvyšování věku odchodu do důchodu a zpochybnil tak údajnou dohodu, ke které zástupci stran týden před tím dospěli u prezidenta. V neděli 14. dubna to potvrdila Alena Schillerová (hnutí ANO „jednoznačně ukončuje“ debatu o prodlužování věku odchodu do důchodu) a společně s Karlem Havlíčkem začali tvrdit, že od začátku se zvýšením věku odchodu do důchodu nesouhlasili. Jako řešení uvedli podporu porodnosti, avšak hypotetická vyšší porodnost by přivedla do systému více pracujících příliš pozdě (uvedli ještě další návrhy, které však odborníci rozporovali). Další jednání o důchodech strana ANO odmítla.

### Nákup F-35
Jako první politik se o možném nákupu letadel F-35 Lightning II zmínil předseda vlády Andrej Babiš v září 2019 při návštěvě New Yorku, když zmínil troje jednání s americkými zbrojaři o tom, že chce „skvělou obchodní dohodu, jakou má slíbenou Británie“ (Británie získala F-35B pro letadlovou loď Queen Elizabeth). Vláda Andreje Babiše o nákupu nerozhodla. Odsouvání rozhodnutí zvýhodňovalo Švédy s Gripeny. Dne 27. září 2023 schválila vláda Petra Fialy pořízení letounů F-35A a související výzbroje podle podmínek nabídky vlády USA s předpokládaným dodáním do ČR v letech 2031–2035 v ceně 150 miliard Kč za 10 let. Andrej Babiš prohlásil, že vláda ANO odstoupí od dohody, pokud nebudou F-35 dodány včas. Dále nákup zkritizoval s tím, že jde o zbytečný krok, kterým ČR nesplní své závazky vůči NATO. Smlouva o nákupu neobsahuje sankce v případě nedodržení lhůt. Možnost odstoupení odmítla ministryně obrany Jana Černochová, první místopředseda hnutí ANO Karel Havlíček potvrdil ctění mezinárodních dohod ze strany ANO, předseda vlády Petr Fiala upozornil, že odstoupení od smlouvy by přímo ohrozilo bezpečnost ČR.

## Ocenění
- 2016 – Ministr financí roku pro oblast rozvíjejících se evropských ekonomik dle časopisu Emerging Markets[529]

## Publikace
Andrej Babiš v roce 2017 před parlamentními volbami vydal vlastním nákladem tyto publikace:
- O čem sním, když náhodou spím, Praha, 2017. 282 s.[530][531]
- Andrej Babiš v rozhovorech s 18 osobnostmi, Praha, 2017. 128 s.[2][532][533]

Před volbami v roce 2021 vydal publikaci Sdílejte, než to zakážou!. V únoru 2022 pak vyšla kratší publikace s názvem "Může za to Babiš a jeho vláda", která dle Babiše sepisuje jeho úspěchy ve vládách, jichž byl členem.

## Odraz v kultuře
V roce 2014 měl televizní premiéru dokumentární film Matrix AB režiséra Víta Klusáka, který po dobu jednoho roku sledoval Babišovo jednání a metody; sám Babiš byl s výsledným snímkem nespokojen a označil jej za „podraz“.